# Imperium brytyjskie
Imperium brytyjskie – imperium kolonialne obejmujące dominia, kolonie, protektoraty, terytoria mandatowe i inne terytoria zależne należące do Wielkiej Brytanii lub przez nią zarządzane. Rozwinęło się z kolonii i placówek handlowych zakładanych przez Anglię pomiędzy końcem XVI a początkiem XVIII wieku. U szczytu swojej potęgi było największym imperium w historii świata i przez ponad stulecie było jedynym supermocarstwem. Największą powierzchnię osiągnęło po I wojnie światowej, ale wtedy największe składowe imperium, Kanada i Australia oraz kilka mniejszych, były już dominiami, czyli prawie niezależnymi państwami, jedynie uznającymi zwierzchność korony brytyjskiej. W 1925 roku imperium brytyjskie zamieszkiwało około 478 milionów ludzi, co stanowiło jedną czwartą ówczesnej ludności świata. Liczyło około 35,8 mln km² powierzchni, tj. prawie jedną czwartą powierzchni lądowej Ziemi. W rezultacie jego dziedzictwo polityczne, prawne i kulturowe, podobnie jak język angielski, rozprzestrzeniło się w wielu częściach świata. U szczytu swojej potęgi było często określane jako „imperium, nad którym nigdy nie zachodzi słońce”, gdyż dzięki jego rozległości zawsze istniało takie terytorium do niego należące, gdzie trwał dzień.
W XV i XVI wieku, epoce wielkich odkryć geograficznych, Portugalia i Hiszpania przodowały w odkrywaniu nowych ziem i w rezultacie utworzyły ogromne imperia kolonialne. O ile do pierwszej połowy XVII wieku głównym przeciwnikiem Anglii na morzach i oceanach była Hiszpania, to po upadku hiszpańskiej dominacji w połowie XVII wieku, na czoło wysunęły się Holandia – największa potęga morska, która zaczęła zakładać własne kolonie i sieci handlowe w Ameryce i Azji – oraz Francja – największa potęga europejska, również rozwijająca stopniowo ekspansję kolonialną. W wyniku kolejnych wojen prowadzonych tym razem z tymi potęgami w XVII i XVIII wieku, Anglia (a następnie Wielka Brytania zawiązana w 1707 roku w wyniku unii między Anglią i Szkocją) stała się dominującą potęgą kolonialną w Ameryce Północnej i Indiach.
Uzyskanie niepodległości przez trzynaście kolonii w Ameryce Północnej w 1783 roku, w wyniku rewolucji amerykańskiej, spowodowało, że Wielka Brytania utraciła jedne ze swoich najstarszych i najludniejszych kolonii. Uwaga Brytyjczyków zwróciła się wówczas w kierunku Azji, Afryki i Pacyfiku. Po pokonaniu Francji w wojnach napoleońskich zakończonych w 1815 roku, Wielka Brytania na niemal stulecie stała się supermocarstwem i zdobywała nowe posiadłości na całym świecie. Jedyny rywal Wielkiej Brytanii – Rosja – został pokonany w wojnie krymskiej z lat 1853–1856 i rozpoczął się szczytowy okres potęgi brytyjskiej. Jednocześnie kolonie zamieszkane w większości przez białych mieszkańców uzyskały znaczny zakres autonomii, a niektóre z nich uzyskały status dominium.
Pod koniec XIX wieku Niemcy i Stany Zjednoczone zaczęły zagrażać dominacji gospodarczej Wielkiej Brytanii. Narastające współzawodnictwo polityczne i gospodarcze między Wielką Brytanią a Niemcami było jedną z głównych przyczyn wybuchu I wojny światowej, w czasie której Wielka Brytania w znacznym stopniu opierała się na zasobach swojego imperium. Wojna spowodowała ogromne straty ludnościowe oraz finansowe i chociaż wkrótce po jej zakończeniu imperium osiągnęło swój największy zasięg terytorialny, straciło pozycję dominującej potęgi gospodarczej i militarnej. Podczas II wojny światowej Japonia okupowała brytyjskie kolonie w Azji Południowo-Wschodniej. Pomimo ostatecznego zwycięstwa Wielkiej Brytanii i jej sojuszników, nadszarpnęło to jej prestiż i przyspieszyło upadek imperium. Indie Brytyjskie, najcenniejsza i najludniejsza posiadłość brytyjska, uzyskały niepodległość dwa lata po zakończeniu wojny.
Po zakończeniu II wojny światowej, w ramach procesu dekolonizacji, Wielka Brytania przyznała niepodległość większości terytoriów wchodzącym w skład imperium brytyjskiego. Proces zakończył się wraz z przekazaniem Hongkongu Chinom w 1997 roku. Pozostałością po dawnym imperium są znajdujące się pod zwierzchnictwem Wielkiej Brytanii brytyjskie terytoria zamorskie. Po uzyskaniu niepodległości wiele byłych kolonii brytyjskich stało się państwami-członkami Wspólnoty Narodów. Głową państwa w 15 z nich (w tym w Wielkiej Brytanii) jest monarcha brytyjski. Państwa te określane są mianem commonwealth realms.

## Początki (1497–1583)

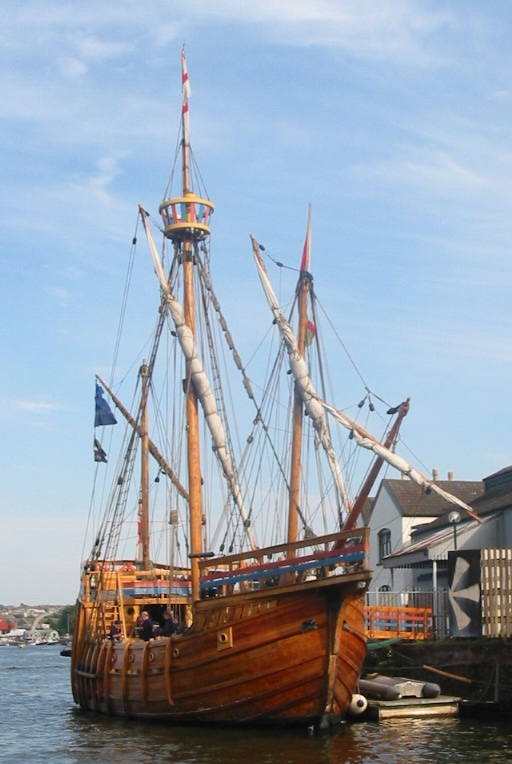
Replika statku „The Matthew” (Mateusz), na którym John Cabot dotarł do Nowego Świata

Początki imperium brytyjskiego sięgają czasów, gdy Anglia i Szkocja były oddzielnymi królestwami. W 1496 król Anglii Henryk VII Tudor, zachęcony sukcesami Hiszpanii i Portugalii, powierzył Johnowi Cabotowi poprowadzenie wyprawy mającej odkryć drogę do Azji przez północny Atlantyk. John Cabot wypłynął w 1497, pięć lat po odkryciu Ameryki przez Krzysztofa Kolumba i chociaż wylądował na wybrzeżu Nowej Fundlandii (błędnie wierząc, podobnie jak Kolumb, że dotarł do Azji), nie podjęto próby założenia kolonii. W następnym roku Cabot poprowadził kolejną wyprawę do Ameryki. Nie ma informacji co do jej dalszych losów.
Pierwsze próby założenia angielskich kolonii w Ameryce zostały podjęte pod koniec XVI wieku, za panowania królowej Elżbiety I. Ekspansja zamorska Anglii naruszała interesy dominujących Hiszpanii i Portugalii. Dodatkowo stosunki między Anglią a katolicką Hiszpanią zaostrzyło ustanowienie Kościoła anglikańskiego. W 1562 John Hawkins i Francis Drake otrzymali listy kaperskie, zezwalające na handel niewolnikami oraz atakowanie hiszpańskich i portugalskich statków u wybrzeży Afryki Zachodniej w celu złamania ich monopolu na handel z koloniami w Ameryce. Monopol handlowy nie został złamany, a w 1585, z chwilą wybuchu wojny angielsko-hiszpańskiej, Elżbieta I zezwoliła na atakowanie hiszpańskich posiadłości w Ameryce i załadowanych skarbami statków wracających z Ameryki. W tym samym czasie, wpływowi pisarze Richard Hakluyt i John Dee (który jako pierwszy użył terminu „imperium brytyjskie”) zaczęli przekonywać o konieczności powstania angielskiego imperium kolonialnego. Hiszpania posiadała wówczas kolonie w Ameryce, Portugalia forty i placówki handlowe od wybrzeży Brazylii i Afryki po Chiny, natomiast Francja zaczęła kolonizować dorzecze Rzeki Świętego Wawrzyńca w Kanadzie (obszar późniejszej Nowej Francji).

### Plantacje Irlandii
Anglia pozostawała w ogonie państw podejmujących ekspansję kolonialną. W XVI wieku była jednak dodatkowo zaangażowana w osadnictwo w Irlandii, opierając się na precedensach z czasów normańskiej inwazji na Irlandię w 1169. Wielu ludzi zaangażowanych w zakładanie plantacji w Irlandii (z których największą była plantacja Ulsteru), odegrało również ważną rolę w początkowej fazie kolonizacji Ameryki. Należeli do nich m.in.: Humphrey Gilbert, Walter Raleigh, Francis Drake, John Hawkins, Richard Grenville oraz Ralph Lane.

## Pierwsze imperium brytyjskie (1583–1783)
W 1578 Humphrey Gilbert otrzymał od królowej Elżbiety I patent na prowadzenie badań geograficznych oraz eksploatację odkrytych obszarów. W tym samym roku Gilbert pożeglował do Indii Zachodnich z zamiarem prowadzenia działalności kaperskiej i założenia kolonii w Ameryce Północnej, ale ekspedycja została przerwana, zanim przepłynęła Atlantyk. W 1583 podjął następną próbę, tym razem wyruszając w kierunku Nowej Fundlandii, którą oficjalnie ogłosił posiadłością angielską, chociaż nie założył tam kolonii. Gilbert zginął podczas podróży powrotnej. Jego następcą został jego przyrodni brat, Walter Raleigh, który w 1584 otrzymał patent od królowej. Jeszcze w tym samym roku odbyła się wyprawa, a w roku następnym została założona kolonia Roanoke na wybrzeżu obecnego stanu Karolina Północna. Z powodu braków w zaopatrzeniu kolonia nie przetrwała.
W 1603 król Szkocji Jakub VI został królem Anglii, a w 1604 w Londynie podpisany został traktat pokojowy kończący wojnę z Hiszpanią. Po zawarciu pokoju z Hiszpanami, wysiłki Anglików, zamiast na atakach na kolonie innych państw, zaczęły koncentrować się na zakładaniu własnych kolonii. Imperium brytyjskie zaczęło się kształtować na początku XVII wieku, wraz z angielskim osadnictwem w Ameryce Północnej i na małych wyspach karaibskich oraz zakładaniem kompanii handlowych, zajmujących się administrowaniem koloniami i handlem zamorskim, z których najważniejsza była założona w 1600 Angielska Kompania Wschodnioindyjska. Okres ten, trwający aż do utraty trzynastu kolonii w wyniku rewolucji amerykańskiej pod koniec XVIII wieku, jest określany jako „pierwsze imperium brytyjskie”.

### Ameryka, Afryka i handel niewolnikami
Najważniejsze i najbardziej dochodowe kolonie angielskie znajdowały się na Karaibach, lecz kilka pierwszych prób ich założenia zakończyło się niepowodzeniem. Kolonia w Gujanie, założona w 1604, istniała tylko dwa lata, ponieważ nie udało się tam znaleźć złota. Kolonie Saint Lucia (1605) i Grenada (1609) również szybko przestały istnieć. Sukcesem zakończyło się założenie kolonii na Saint Kitts (1624), Barbadosie (1627) i Nevis (1628). W koloniach został wprowadzony system plantacji, z powodzeniem stosowany przez Portugalczyków w Brazylii, który opierał się na pracy niewolników i na początku zależał od holenderskich statków, którymi przywożono niewolników i wywożono cukier. Aby zyski z tego niezwykle dochodowego handlu pozostawały w angielskich rękach, angielski parlament wprowadził w 1651 ustawę (tzw. Akty Nawigacyjne), zabraniającą statkom pod banderą inną niż angielska handlu z angielskimi koloniami. Doprowadziło to do narastania wrogości między Anglią a Republiką Zjednoczonych Prowincji, czego skutkiem były wojny angielsko-holenderskie, w wyniku których pozycja Anglii w Ameryce uległa wzmocnieniu kosztem Holandii. W 1655 Anglia podbiła hiszpańską Jamajkę, a w 1666 skolonizowała Bahamy.

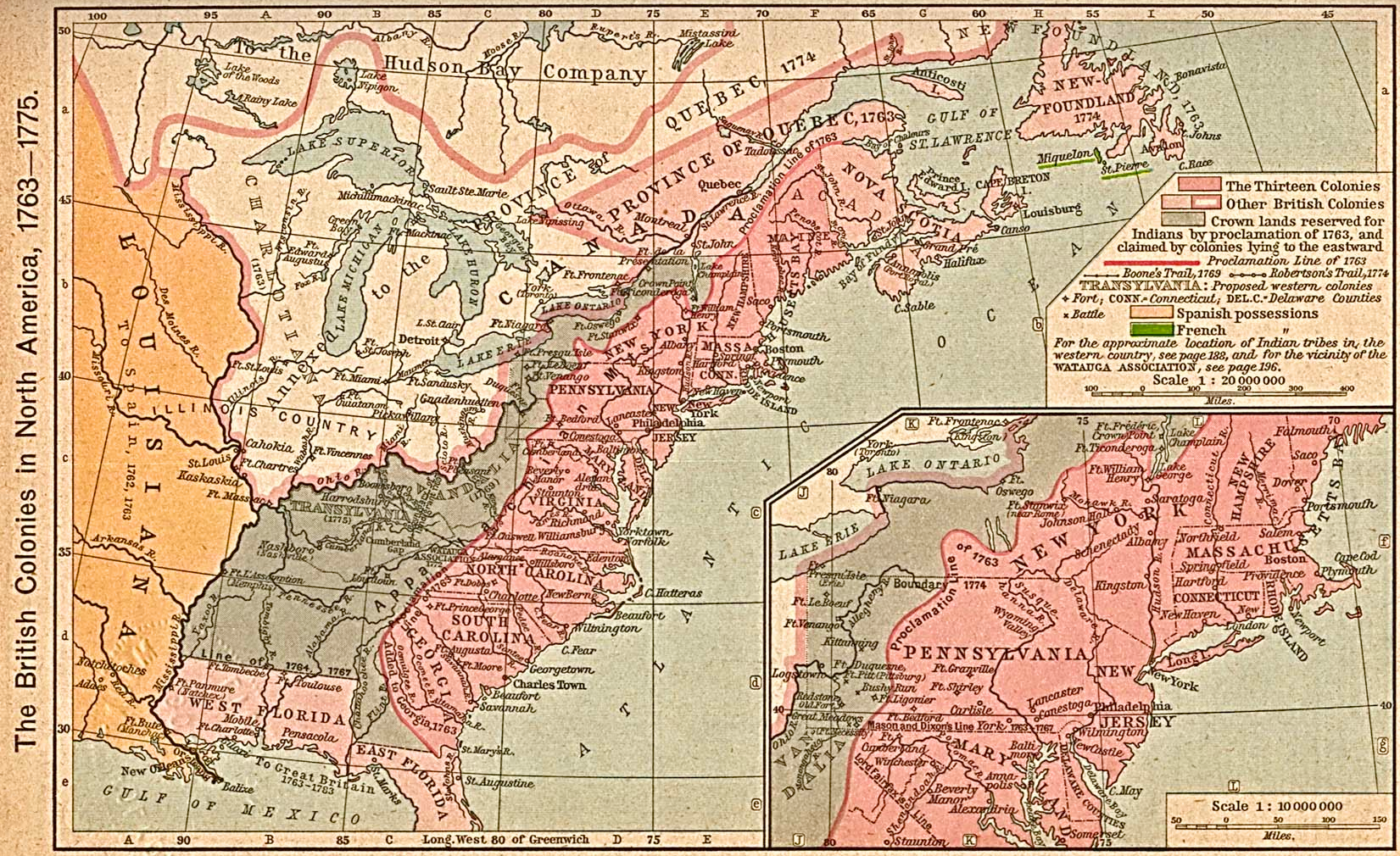
Mapa kolonii brytyjskich w Ameryce Północnej w latach 1763–1776

Założone w 1607 Jamestown, na terenie nowej kolonii Wirginia, było pierwszą stałą osadą angielską w Ameryce. Założenie osady zostało sfinansowane przez Kompanię Wirgińską, a jej pierwszym przywódcą został John Smith. Bermudy stały się drugą stałą kolonią angielską w Ameryce, w następstwie rozbicia się na tym archipelagu w 1609 statku flagowego Kompanii Wirgińskiej „Sea Venture”, a w 1615 zostały przekazane nowo utworzonej Somers Isles Company. W 1624 król rozwiązał Kompanię Wirgińską, a bezpośrednią kontrolę nad Wirginią przejęła korona angielska, tworząc na jej terytorium kolonię. London and Bristol Company została założona w 1610 w celu utworzenia stałego angielskiego osadnictwa na Nowej Fundlandii. Cel ten został zrealizowany jedynie w niewielkim stopniu. Ucieczka przed prześladowaniami religijnymi była powodem, dla którego wielu przyszłych angielskich kolonistów podejmowało trudną podróż przez Atlantyk. W 1620 purytanie (tzw. „pielgrzymi”), przybyli na statku „Mayflower” do Ameryki Północnej i założyli osadę Plymouth w obecnym stanie Massachusetts. Maryland było schronieniem dla katolików (1634), Connecticut (1639) dla kongregacjonalistów, natomiast w Rhode Island (1636) panowała tolerancja religijna. Kolonia Karolina została założona w 1663. Po kapitulacji Nowego Amsterdamu (dzisiejszego Nowego Jorku) w 1664, Anglia przejęła holenderską kolonię Nowa Holandia, zmieniając jej nazwę na Nowy Jork. Zatwierdził to w 1667 pokój w Bredzie, kończący II wojnę angielsko-holenderską, Holandii przyznający w zamian Surinam. W 1681 William Penn założył nową kolonię Pensylwanię. Kolonie amerykańskie były mniej dochodowe niż karaibskie, jednak posiadały duże obszary żyznych użytków rolnych i przyciągały znacznie większą liczbę emigrantów z Anglii.

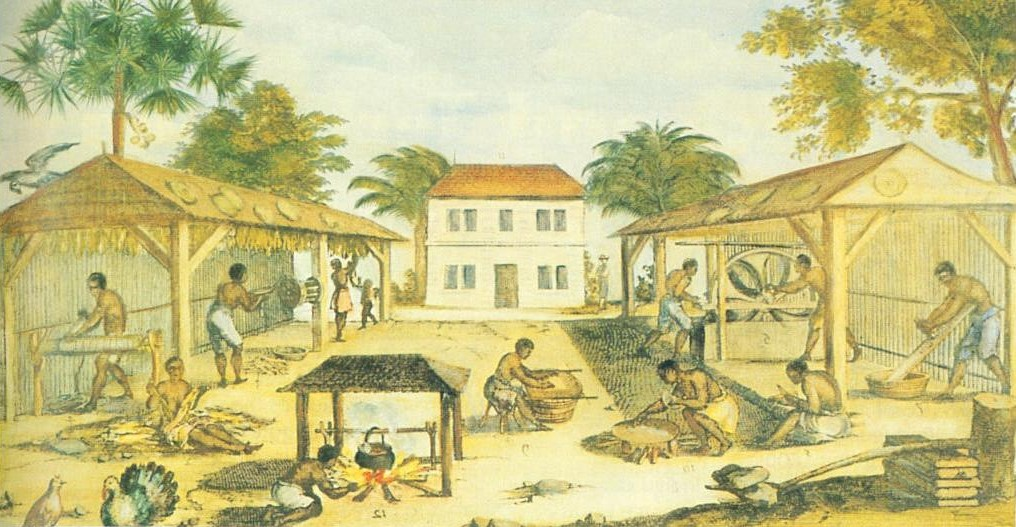
Afrykańscy niewolnicy przy pracy w XVII-wiecznej Wirginii, obraz z 1670

W 1670, król Karol II wystawił dokument zakładający Kompanię Zatoki Hudsona, przyznając jej monopol na handel futrami na obszarach zwanych wtedy Ziemią Ruperta – rozległego terytorium, które od 1870 stanowi dużą część Kanady. Forty i placówki handlowe zakładane przez kompanię były często atakowane przez Francuzów, którzy założyli własną kompanię handlującą futrami w sąsiedniej Nowej Francji.
Dwa lata później powstała Królewska Kompania Afrykańska, która otrzymała od króla Karola II monopol na przywóz niewolników do angielskich kolonii na Karaibach.
Od samego początku niewolnictwo było podstawą gospodarki w koloniach brytyjskich na Karaibach. Do zniesienia niewolnictwa w 1807 Anglia, a później Wielka Brytania były odpowiedzialne za sprowadzenie 3,5 miliona niewolników z Afryki do Ameryki, jednej trzeciej wszystkich niewolników przywiezionych na ten kontynent. Aby ułatwić ten handel założone zostały forty na wybrzeżu Afryki Zachodniej, takie jak Fort James w obecnej Gambii, Jamestown w Ghanie i Bunce w Sierra Leone. W brytyjskich koloniach na Karaibach procent ludności pochodzenia afrykańskiego wzrósł z 25% w 1650 do około 80% w 1780, a w tym samym czasie w trzynastu koloniach z 10% do 40% (w większości na południu). Handel niewolnikami był niezwykle opłacalny i stał się głównym źródłem dochodów dla takich miast jak Bristol i Liverpool, które stanowiły wraz z Afryką i Ameryką wierzchołki trójkąta okrężnej drogi handlu przez Atlantyk (kupowano towar w Anglii, wymieniano go na niewolników w Afryce, tych wymieniano na towary w Ameryce, które z kolei dostarczano do Anglii). Tłok, brak higieny i uboga dieta na statkach niewolniczych powodowały, że podróży nie przeżywał co siódmy niewolnik.
W 1695 szkocki parlament zezwolił na założenie Company of Scotland, która w 1698 założyła kolonię w Darién w Panamie. Nękana przez Hiszpanów oraz przez malarię, kolonia została opuszczona dwa lata później. Niepowodzenie tego przedsięwzięcia było katastrofą finansową dla Szkocji – przepadła jedna czwarta szkockich kapitałów. Tym samym zostały pogrzebane szkockie nadzieje na stworzenie własnego imperium kolonialnego. Miało ono także poważne konsekwencje polityczne, przekonując rządy Anglii i Szkocji do przekształcenia dotychczasowej unii personalnej łączącej oba państwa w unię realną. Na mocy aktu unii z 1707 powstało Królestwo Wielkiej Brytanii.

### Rywalizacja z Holandią w Azji

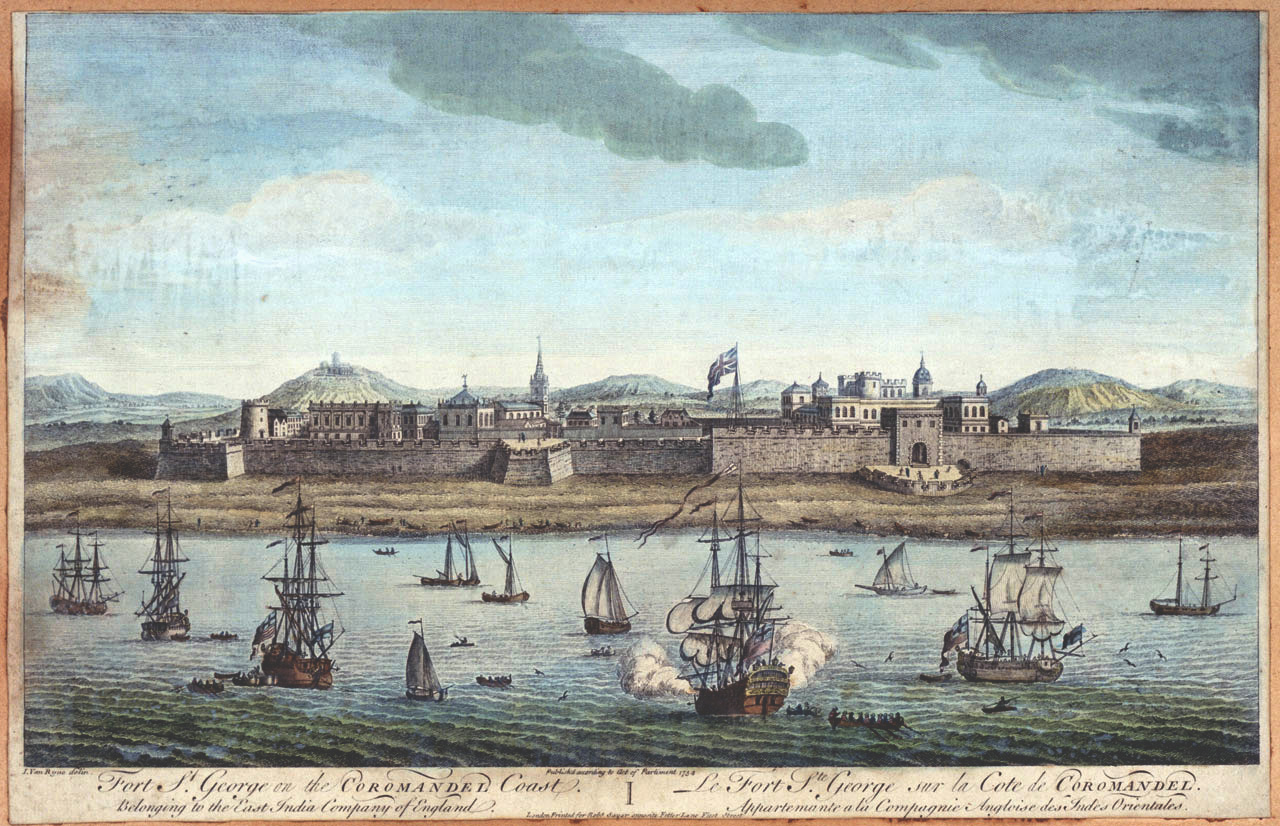
Fort St. George zbudowany w Madrasie w 1639

Pod koniec XVI wieku Anglia i Holandia zaczęły łamać monopol Portugalii na handel z Azją, tworząc prywatne kompanie finansujące ten handel – Angielską, przemianowaną później na Brytyjską Kompanię Wschodnioindyjską oraz Holenderską Kompanię Wschodnioindyjską, założone odpowiednio w 1600 i 1602. Głównym celem tych kompanii było przejęcie niezwykle dochodowego handlu przyprawami korzennymi (m.in. cynamonem, goździkami, pieprzem, wanilią); ich wysiłki koncentrowały się głównie na dwóch regionach: Archipelagu Malajskim oraz Indiach. Na tych obszarach walczyły one z Portugalią i ze sobą nawzajem. Chociaż ostatecznie to Anglia zdobyła przewagę, początkowo Holandia miała większe zasoby finansowe i w wyniku trzech wojen angielsko-holenderskich w XVII wieku miała silniejszą pozycję w Azji. Wrogość między Anglią a Holandią ustała, gdy w wyniku chwalebnej rewolucji w 1688 na tron Anglii wstąpił stadhouder Republiki Zjednoczonych Prowincji, Wilhelm III Orański, ustanawiając unię personalną między oboma krajami. W wyniku porozumienia handel przyprawami w Archipelagu Malajskim pozostał w rękach holenderskich, a handel tkaninami wytwarzanymi w Indiach w rękach angielskich. Wkrótce handel tkaninami przewyższył pod względem dochodowości handel przyprawami i do 1720 Brytyjska Kompania Wschodnioindyjska prześcignęła pod względem sprzedaży holenderską.

### Wojny z Francją
Pokój pomiędzy Anglią i Holandią, który nastał w 1688 sprawił, że w czasie wojny dziewięcioletniej oba kraje były sojusznikami. W wyniku tej wojny, prowadzonej w Europie i w koloniach pomiędzy Francją a Rzeszą, Hiszpanią, Anglią i Holandią, Anglia stała się potężniejszym mocarstwem kolonialnym niż Holandia, która musiała przeznaczać znaczną część swoich wydatków wojennych na kosztowne walki lądowe w Europie. W XVIII wieku Anglia (po 1707 Wielka Brytania) stała się dominującą potęgą kolonialną, a jej głównym rywalem stała się Francja.

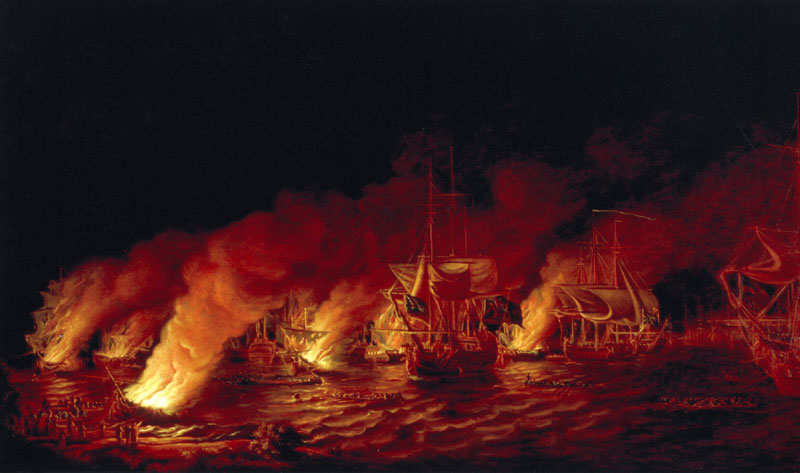
Klęska francuskich branderów w bitwie o Quebec w 1759

W wyniku śmierci Karola II w 1700, dziedzicem Hiszpanii i jej imperium kolonialnego został Filip d’Anjou, wnuk króla Francji Ludwika XIV. Przybliżyło to perspektywę zjednoczenia Francji i Hiszpanii oraz ich kolonii, co było nie do przyjęcia dla Anglii i pozostałych państw europejskich. Od 1701 Anglia, Portugalia, Holandia, Austria, Prusy i inne mniejsze państwa niemieckie walczyły przeciwko Francji i Hiszpanii w wojnie o sukcesję hiszpańską, trwającej do 1714. Zgodnie z pokojem w Utrechcie (1713) i pokojem w Rastatt (1714), Filip zrzekł się praw do tronu Francji dla siebie i swoich potomków, a Hiszpania utraciła swoje posiadłości w Europie. Wielka Brytania powiększyła swoje terytorium: od Francji uzyskała Nową Fundlandię i Akadię, a od Hiszpanii Gibraltar i Minorkę. Gibraltar, będący brytyjskim terytorium zamorskim, stał się kluczową brytyjską bazą morską i pozwalał Wielkiej Brytanii na kontrolę Cieśniny Gibraltarskiej – jedynego morskiego połączenia Morza Śródziemnego z Atlantykiem. Minorka została zwrócona Hiszpanii na mocy pokoju w Amiens w 1802, wcześniej dwukrotnie przechodząc z rąk do rąk. Hiszpania przekazała także Wielkiej Brytanii prawo do dochodowego asiento (zezwolenia na sprzedaż niewolników do hiszpańskich kolonii w Ameryce).
Wojna siedmioletnia, która rozpoczęła się w 1756, była pierwszą wojną prowadzoną na skalę światową. Walki toczyły się w Europie, Indiach, Ameryce Północnej, na Karaibach, Filipinach i u wybrzeży Afryki. Podpisanie pokoju paryskiego w 1763 miało istotne konsekwencje dla przyszłości imperium brytyjskiego. W Ameryce Północnej Francja straciła praktycznie wszystkie swoje kolonie, uznając prawa Wielkiej Brytanii do Ziemi Ruperta i przekazując jej Nową Francję (pozostawiając przy tym znaczną liczbę francuskojęzycznej ludności pod panowaniem brytyjskim) i Luizjanę Hiszpanii. Hiszpania przekazała Wielkiej Brytanii Florydę. W Indiach pod władaniem Francji pozostały jedynie nieliczne enklawy, pod warunkiem utrzymywania ograniczonych sił wojskowych zobowiązanych do wspierania państw indyjskich zależnych od Brytyjczyków, co kończyło francuskie nadzieje na opanowanie Indii. Po zwycięstwie w wojnie siedmioletniej Wielka Brytania stała się największą światową potęgą morską, co w połączeniu z zasadą równowagi sił w stosunkach europejskich zapewniło jej hegemonię na świecie.

## Początki drugiego imperium brytyjskiego (1783–1815)

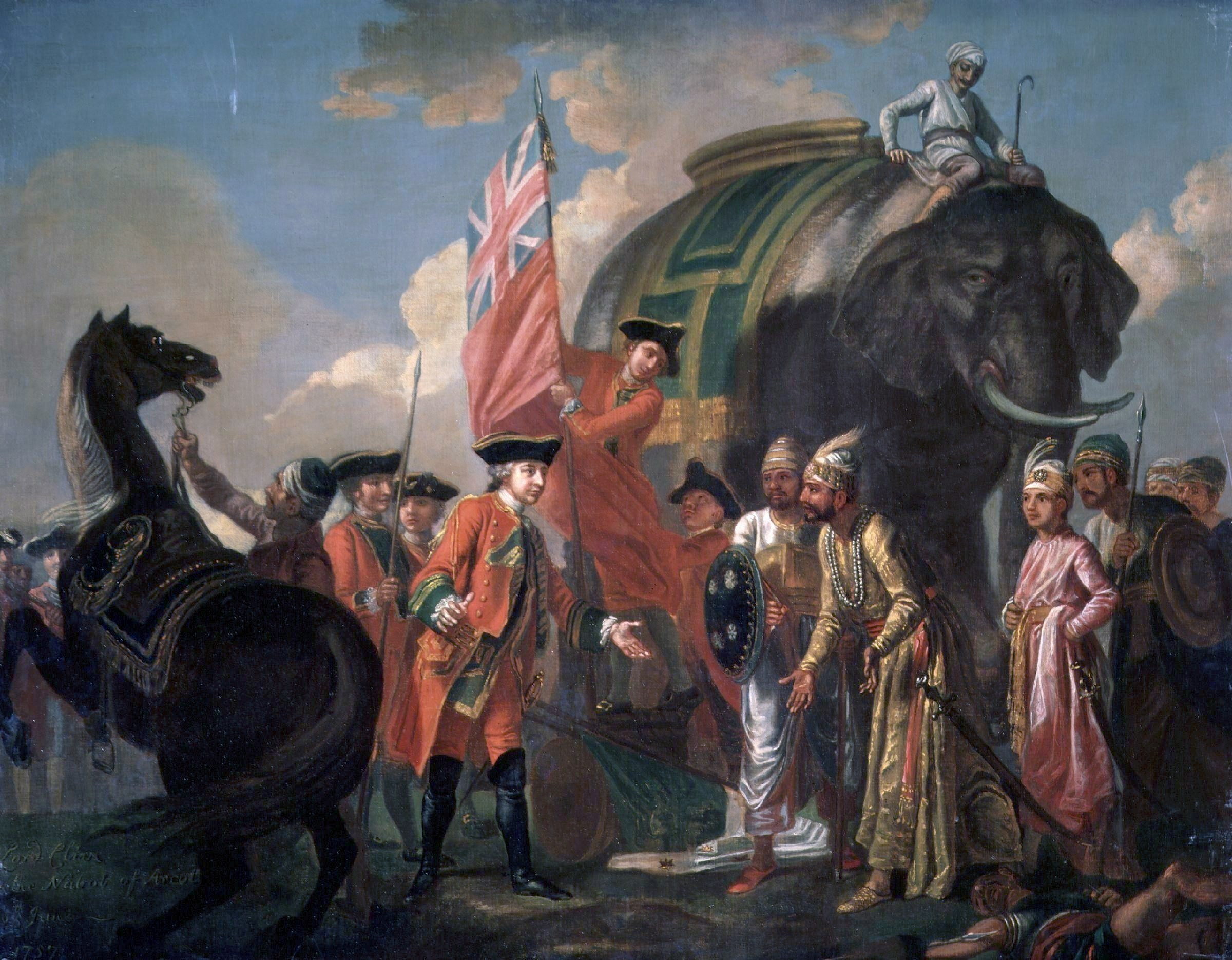
Zwycięstwo Roberta Clive’a w bitwie pod Palasi zapewniło Brytyjskiej Kompanii Wschodnioindyjskiej dominującą pozycję w Indiach

### Rządy Brytyjskiej Kompanii Wschodnioindyjskiej w Indiach
Podczas pierwszego stulecia swojej działalności, Angielska Kompania Wschodnioindyjska (od 1707 nosząca nazwę Brytyjskiej Kompanii Wschodnioindyjskiej) koncentrowała się na handlu. W 1617 r. otrzymała ona zezwolenie na handel od będącego u szczytu potęgi państwa Wielkich Mogołów. Sytuacja zmieniła się w XVIII wieku, gdy państwo Wielkich Mogołów zaczęło chylić się ku upadkowi, a Brytyjska Kompania Wschodnioindyjska rywalizowała o wpływy na Półwyspie Indyjskim z Francuską Kompanią Wschodnioindyjską. Kulminacją tej rywalizacji były wojny w Karnatace w latach 1746–1763. W wyniku bitwy pod Palasi (Plassey) w 1757, w której Brytyjczycy, dowodzeni przez Roberta Clive’a, pokonali nababa Bengalu i jego francuskich sprzymierzeńców, Brytyjska Kompania Wschodnioindyjska uzyskała kontrolę nad Bengalem i stała się główną siłą wojskową i polityczną w Indiach. W następnych dziesięcioleciach stopniowo rozszerzała swoje wpływy, używając do tego celu armii, w której większość stanowili hinduscy sipaje; podbitymi terytoriami władała bezpośrednio lub podporządkowywała sobie lokalnych władców.

### Utrata trzynastu kolonii w Ameryce
W latach 60. i 70. XVIII wieku stosunki pomiędzy trzynastoma koloniami, a Wielką Brytanią stawały się coraz bardziej napięte, głównie ze względu na oburzenie, które budziły usiłowania brytyjskiego parlamentu, aby rządzić amerykańskimi kolonistami i nakładać na nich podatki bez ich zgody. Było to uważane za łamanie podstawowych praw przysługujących mieszkańcom (tradycyjne prawa Anglików) i znalazło wyraz w haśle: „Nie ma opodatkowania bez reprezentacji” (ang. No taxation without representation). Odrzucenie władzy parlamentu brytyjskiego i zwrócenie się trzynastu kolonii ku samorządności zapoczątkowało rewolucję amerykańską. W 1775 rozpoczęły się działania zbrojne, a w 1776 Stany Zjednoczone ogłosiły niepodległość. Przystąpienie do wojny Francji w 1778 przechyliło szalę zwycięstwa na stronę Amerykanów i po ich decydującym zwycięstwie pod Yorktown w 1781 rozpoczęły się rozmowy pokojowe. W 1783 podpisany został traktat paryski, w którym Wielka Brytania uznała niepodległość Stanów Zjednoczonych.

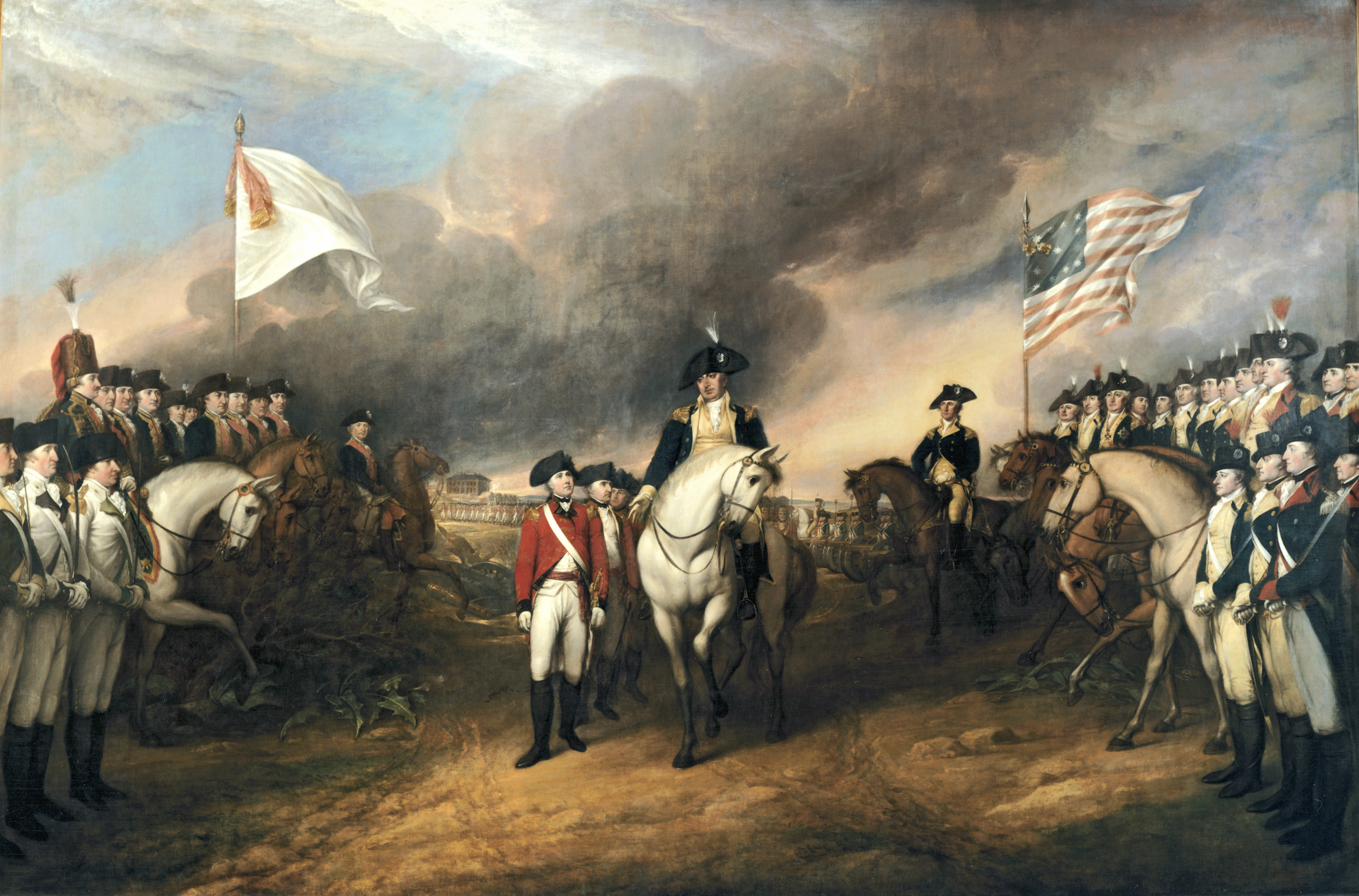
Kapitulacja Cornwallisa pod Yorktown. Utrata kolonii amerykańskich jest uważana za koniec „pierwszego imperium brytyjskiego”

Strata tak dużej części posiadłości brytyjskich w Ameryce, będących w tym czasie najbardziej zaludnioną brytyjską posiadłością zamorską, jest uważana przez historyków za cezurę pomiędzy „pierwszym” a „drugim” imperium brytyjskim, w wyniku której Wielka Brytania przesunęła swoją uwagę z Ameryki na Azję, rejon Pacyfiku i Afrykę. Adam Smith w swoim dziele Bogactwo narodów, opublikowanym w 1776, argumentował, że kolonie są zbędne i że polityka wolnego handlu powinna zastąpić dotychczasową politykę merkantylistyczną, która charakteryzowała pierwszy okres ekspansji kolonialnej i która wywodziła się z protekcjonizmu stosowanego przez Hiszpanię i Portugalię. Wzrost wymiany handlowej pomiędzy Stanami Zjednoczonymi i Wielka Brytanią po 1783 wydawał się potwierdzać tezy Adama Smitha, że kontrola polityczna nie jest konieczna do osiągnięcia sukcesu ekonomicznego.
Wydarzenia w trzynastu koloniach wywarły wpływ na brytyjską politykę w Kanadzie, dokąd po ogłoszeniu niepodległości przez Stany Zjednoczone emigrowało 40–100 tysięcy pokonanych lojalistów. 14 tysięcy lojalistów, którzy osiedlili się w dolinach rzek Saint John i Saint Croix, stanowiących wówczas część Nowej Szkocji, uważało, że są zbyt oddaleni od władz w Halifaksie, co skłoniło Londyn do utworzenia w 1784 oddzielnej kolonii Nowy Brunszwik. Ustawa o Kanadzie z 1791 podzieliła Kanadę na dwie prowincje: głównie angielskojęzyczną Górną Kanadę (późniejsze Ontario) i w przeważającej części frankofońską Dolną Kanadę (późniejszy Quebec) – w celu zmniejszenia napięć między tymi dwoma społecznościami – i wprowadziła system rządów podobny do funkcjonującego w Wielkiej Brytanii, z zamiarem umocnienia związków z Wielką Brytanią i nie pozwolenia na ten rodzaj samorządności, który jak sądzono doprowadził do wybuchu rewolucji amerykańskiej.
Napięcie między Wielką Brytanią a Stanami Zjednoczonymi ponownie wzrosło podczas wojen napoleońskich, ponieważ Wielka Brytania usiłowała przerwać handel pomiędzy Stanami Zjednoczonymi a Francją, a także zatrzymywała i rewidowała amerykańskie statki, aby siłą wcielić do Royal Navy marynarzy urodzonych w Wielkiej Brytanii. W 1812 Stany Zjednoczone wypowiedziały wojnę Wielkiej Brytanii i najechały terytorium Kanady. W zawartym w 1814 traktacie gandawskim zostały potwierdzone przedwojenne granice i odrębność Kanady od Stanów Zjednoczonych.

### Eksploracja Pacyfiku

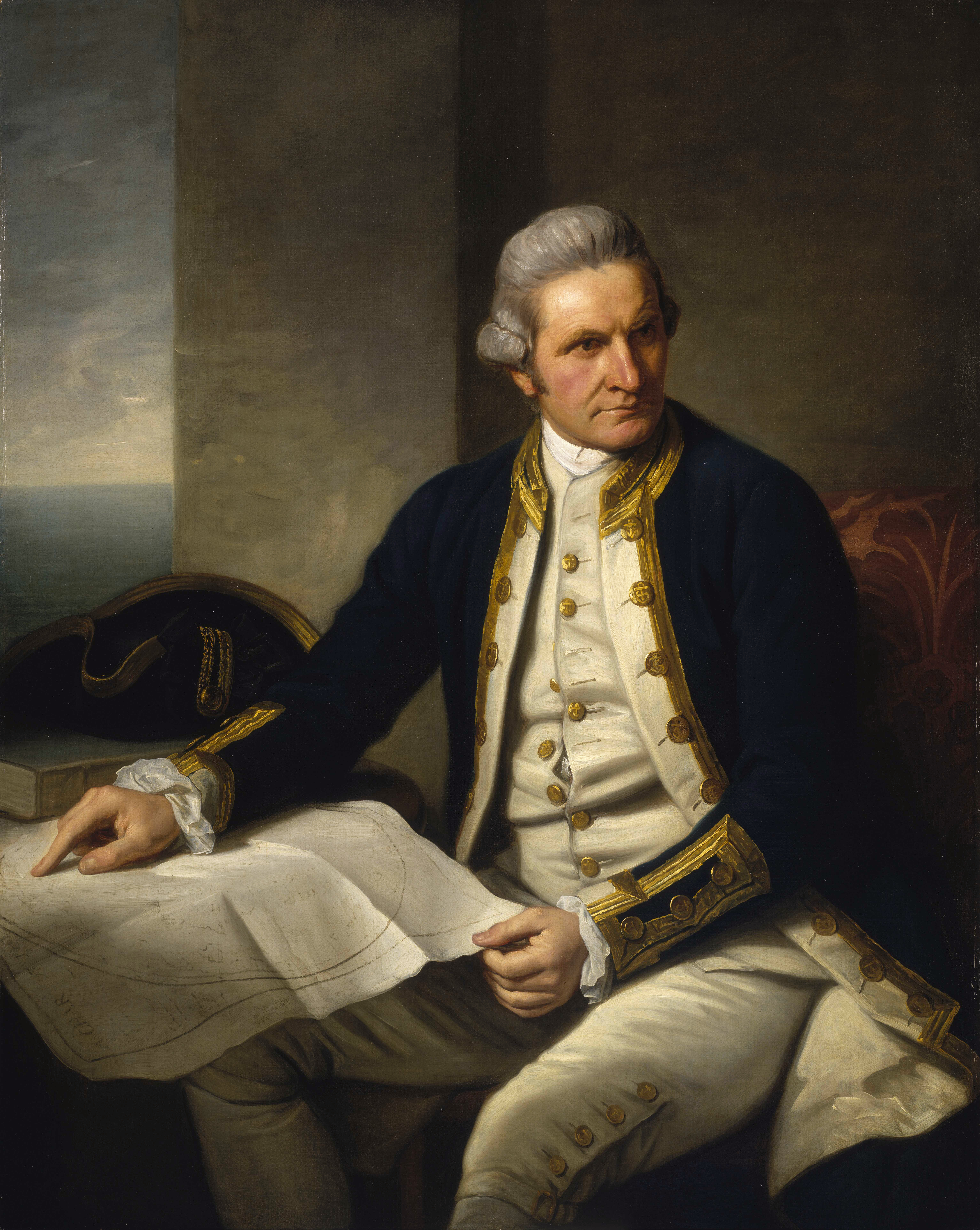
Celem misji Jamesa Cooka było odkrycie domniemanego południowego kontynentu Terra Australis Incognita

Od 1718 jedną z kar orzekanych w Wielkiej Brytanii za różne przestępstwa było zesłanie do kolonii karnej w Ameryce. Co roku przewożono przez Atlantyk około tysiąca skazańców. Po utracie trzynastu kolonii, rząd brytyjski był zmuszony znaleźć inną lokalizację dla kolonii karnych i postanowił wykorzystać do tego celu niedawno odkrytą Australię. Pierwszym Europejczykiem, który w 1606 odkrył zachodnie wybrzeża tego kontynentu, był holenderski żeglarz Willem Janszoon. Holenderska Kompania Wschodnioindyjska nazwała je Nową Holandią, lecz nie podejmowała prób ich kolonizacji. W 1770 podczas swojej pierwszej wyprawy badawczej w rejon Pacyfiku, James Cook odkrył wschodnie wybrzeża Australii, ogłosił je posiadłością brytyjską i nazwał Nową Południową Walią. W 1778 Joseph Banks, botanik pierwszej wyprawy Jamesa Cooka, przedstawił rządowi dane świadczące o tym, że Botany Bay jest odpowiednim miejscem do założenia kolonii karnej, a w 1787 wysłano do Australii pierwszy transport skazańców, który przybył na miejsce w 1788. Wielka Brytania wysyłała transporty skazańców do Nowej Południowej Walii aż do 1840. Kolonie australijskie stały się eksporterem wełny i złota, a głównie dzięki gorączce złota w kolonii Wiktoria jej stolica, Melbourne stała się najbogatszym miastem świata i drugim co do wielkości (po Londynie) miastem imperium brytyjskiego.
Podczas swojej pierwszej podróży James Cook odwiedził również Nową Zelandię, której pierwszym europejskim odkrywcą był holenderski żeglarz Abel Tasman w 1642. W 1769 Wyspę Północną, a w 1770 Wyspę Południową ogłosił posiadłościami brytyjskimi. Początkowo kontakty pomiędzy Europejczykami a Maorysami ograniczały się do wymiany handlowej. W pierwszych dziesięcioleciach XIX wieku zaczęto zakładać liczne placówki handlowe, szczególnie na Wyspie Północnej. W 1839 New Zealand Company ogłosiła plany zakupu dużych obszarów ziemi i założenia kolonii na Nowej Zelandii. 6 lutego 1840 kapitan William Hobson i około 40 maoryskich wodzów podpisali traktat Waitangi. Traktat ten uważany jest przez wielu historyków za akt założycielski Nowej Zelandii. Odmienne interpretacje angielskiej i maoryskiej wersji traktatu sprawiły, że jest on nadal źródłem sporów.

### Wojny napoleońskie

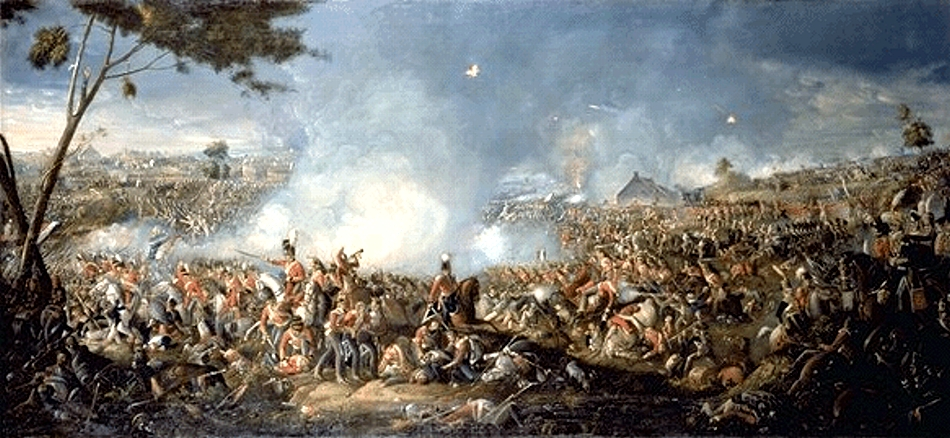
Bitwa pod Waterloo zakończyła się klęską Napoleona

Zagrożeniem dla potęgi Wielkiej Brytanii stała się Francja pod rządami Napoleona Bonaparte. W przeciwieństwie do poprzednich wojen, była to nie tylko rywalizacja dwóch państw o pozycję na scenie międzynarodowej, ale również walka dwóch różnych ideologii. Napoleońska Francja groziła również Wielkiej Brytanii inwazją i okupacją.
Wojny napoleońskie wymagały od Wielkiej Brytanii zaangażowania ogromnych ilości pieniędzy i zasobów. Francuskie porty były blokowane przez okręty Royal Navy, która odniosła rozstrzygające zwycięstwo nad flotą francusko-hiszpańską pod Trafalgarem w 1805. Wielka Brytania atakowała i okupowała kolonie państw sprzymierzonych z Francją, w tym holenderskie (Francja zaanektowała Holandię w 1810). Francja została ostatecznie pokonana przez koalicję państw europejskich w 1815. Wielka Brytania w wyniku postanowień kongresu wiedeńskiego uzyskała: od Francji Wyspy Jońskie, Maltę, Mauritius, Saint Lucia i Tobago; od Hiszpanii Trynidad; od Holandii Gujanę i Kolonię Przylądkową. Wielka Brytania zwróciła Francji Gwadelupę, Martynikę, Gujanę Francuską i Reunion; Holandii Jawę i Surinam, pozostawiając sobie Cejlon (który okupowała w latach 1795–1815).

### Zniesienie niewolnictwa
Pod rosnącą presją brytyjskiego ruchu abolicjonistycznego, parlament brytyjski uchwalił w 1807 ustawę zakazującą handlu niewolnikami w imperium brytyjskim. W 1808 Sierra Leone została oficjalną kolonią brytyjską, w której mieli osiedlać się uwolnieni niewolnicy. Ustawa o zniesieniu niewolnictwa z 1833, zniosła niewolnictwo w imperium brytyjskim z dniem 1 sierpnia 1834 (z wyjątkiem Wyspy Świętej Heleny, Cejlonu i terytoriów administrowanych przez Brytyjską Kompanię Wschodnioindyjską, wyjątki te zostały uchylone w 1843). Zgodnie z postanowieniami ustawy niewolnicy otrzymywali wolność po 4 do 6 latach „przyuczania do wolności”.

## Stulecie Wielkiej Brytanii (1815–1914)

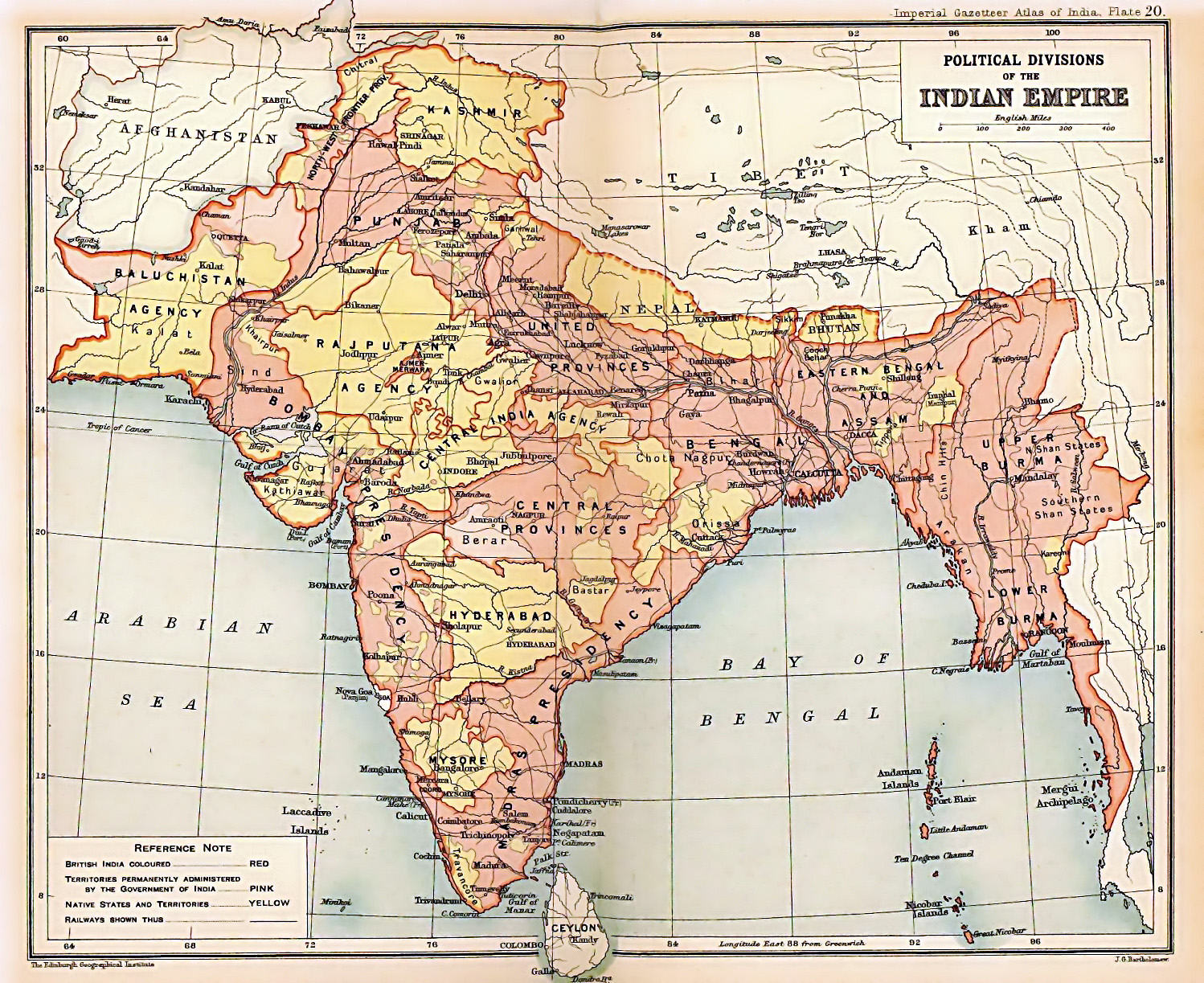
Indie brytyjskie, 1909. Obszary rządzone bezpośrednio przez Wielką Brytanię oznaczone są kolorem różowym, a brytyjskie protektoraty żółtym

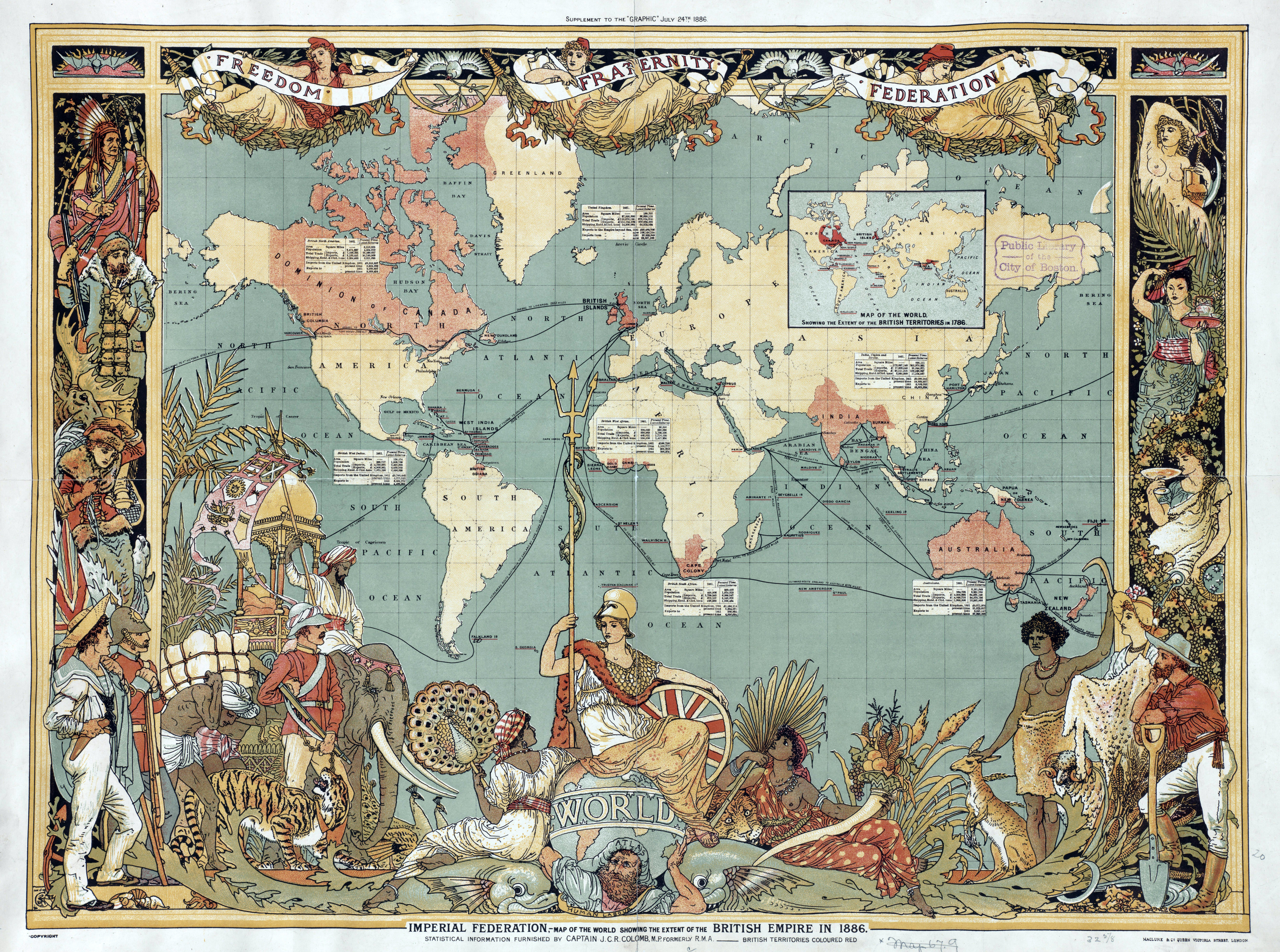
Ozdobna mapa imperium brytyjskiego w 1886

Okres pomiędzy 1815 a 1914 r. określany jest przez niektórych historyków jako stulecie Wielkiej Brytanii. Pokonanie Francji w wojnach napoleońskich zapewniło Wielkiej Brytanii hegemonię na świecie; rywalizowała jedynie z carską Rosją w Azji Środkowej. Panując na morzu, Wielka Brytania przyjęła rolę światowego policjanta, stan rzeczy nazwany później Pax Britannica i politykę splendid isolation (z ang. „wspaniała izolacja”). Dominująca pozycja Wielkiej Brytanii w handlu światowym sprawiała, że oprócz formalnej kontroli nad swoimi posiadłościami, sprawowała także kontrolę nad gospodarkami wielu krajów (m.in. Chin, Argentyny i Syjamu).
Spoistość imperium wzmacniały parowce i telegraf, nowe technologie, które rozpowszechniły się w drugiej połowie XIX wieku, pozwalające na efektywną kontrolę i ochronę imperium. Do 1902 większość imperium brytyjskiego była połączona siecią telegraficzną, zwaną All Red Line.

### Brytyjska Kompania Wschodnioindyjska w Azji

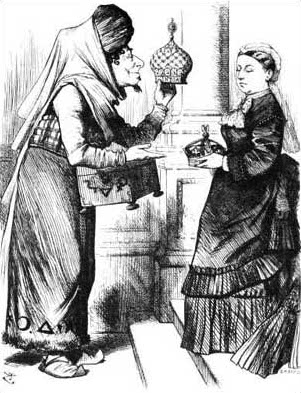
Premier Benjamin Disraeli (1804–1881) wręcza królowej Wiktorii (1819-1901) koronę cesarzowej Indii. Rysunek satyryczny z 1876. Podpis głosił „Nowe korony dla starych!”

Brytyjska Kompania Wschodnioindyjska odgrywała główną rolę w ekspansji imperium brytyjskiego w Azji. Po raz pierwszy jej armia współdziałała z Royal Navy podczas wojny siedmioletniej i ta współpraca kontynuowana była również poza obszarem Indii: podczas walk z Napoleonem w Egipcie (1799), zdobycia Jawy (1811), nabycia Singapuru (1819) i Malakki (1824) oraz w pokonaniu Birmy (1826).
Ze swojej bazy w Indiach, od lat 30. XVIII wieku kompania angażowała się również w coraz bardziej zyskowny eksport opium do Chin. Nielegalny handel tą substancją, zakazany przez panującą w Chinach dynastię Qing w 1729, pomagał zmniejszyć deficyt płatniczy spowodowany importem herbaty, skutkujący ogromnym odpływem srebra z Wielkiej Brytanii do Chin. W 1839 konfiskata i zniszczenie przez władze chińskie w Kantonie 20 000 skrzyń opium, stało się pretekstem dla Wielkiej Brytanii do rozpoczęcia I wojny opiumowej, zakończonej uzyskaniem przywilejów handlowych i zaanektowaniem Hongkongu (wówczas małej osady).
Od końca XVIII wieku rząd brytyjski zaczął coraz mocniej wpływać na działalność kompanii. Parlament uchwalił szereg ustaw, w tym Regulating Act 1773, India Act 1784 i Charter Act 1813, które regulowały działalność kompanii i ustanawiały zwierzchność władz brytyjskich nad obszarami, które ona pozyskała. Wybuch w 1858 powstania, rozpoczętego przez sipajów (żołnierzy pochodzenia indyjskiego, dowodzonych przez Brytyjczyków), spowodował zakończenie rządów kompanii w Indiach. Powstanie spowodowało mnóstwo ofiar po obu stronach konfliktu. W 1858 na mocy ustawy o rządzie Indii (Government of India Act 1858), rząd brytyjski przejął bezpośrednie rządy w Indiach, z gubernatorami generalnymi i wicekrólami Indii jako brytyjską administracją w tym kraju, a w 1877 królowa Wiktoria została koronowana cesarzową Indii. Indie stały się najcenniejszą posiadłością brytyjską, „klejnotem w koronie” i były najważniejszym źródłem potęgi Wielkiej Brytanii.
Nieurodzaj pod koniec XIX wieku spowodował szereg klęsk głodu w Indiach, z których największa miała miejsce w latach 1876–1878. Zmarło w nich około 15 milionów ludzi. W okresie rządów Brytyjskiej Kompanii Wschodnioindyjskiej nie udało się wprowadzić żadnej skoordynowanej polityki, która by im przeciwdziałała. Później, gdy władzę sprawował rząd brytyjski, powoływano komisje do zbadania przyczyn klęsk głodu i wprowadzenia środków zaradczych, jednak dopiero na początku XX wieku udało się im całkowicie zapobiec.

### Rywalizacja z Rosją
W XIX wieku Wielka Brytania i Imperium Rosyjskie rywalizowały o wpływy w Azji Środkowej, wykorzystując osłabienie dotychczasowych potęg: Imperium Osmańskiego, dynastii Kadżarów (Iran) i dynastii Qing (Chiny). Rywalizacja ta była określana jako „Wielka Gra”. Wielka Brytania włączyła się do tej rywalizacji, ponieważ porażki zadawane przez Rosję Persji i Turcji w latach 1826–1829 pokazywały jej imperialne ambicje i możliwości, budząc w Wielkiej Brytanii obawy przed ewentualną inwazją lądową na Indie. Aby temu zapobiec, w 1839 Wielka Brytania dokonała inwazji na Afganistan, lecz I wojna brytyjsko-afgańska zakończyła się dla niej katastrofą. Kiedy w 1853 Rosja najechała tureckie Bałkany, obawy przed rosyjską dominacją w rejonie Morza Śródziemnego i na Bliskim Wschodzie, skłoniły Wielką Brytanię i Francję do poparcia Turcji i przeprowadzenia desantu na Półwyspie Krymskim, w celu zniszczenia rosyjskiej Floty Czarnomorskiej. Wojna krymska (1854–56), w której wykorzystano nowe zdobycze techniki wojskowej, była jedyną wojną prowadzoną na kilku kontynentach przez Wielką Brytanię przeciwko innemu mocarstwu europejskiemu w okresie Pax Britannica i zakończyła się porażką Rosji. Przez dwie dekady sytuacja w Azji Środkowej była patowa, aż do podboju Beludżystanu przez Wielką Brytanię w 1876 i Turkiestanu przez Rosję. Wydawało się, że kolejna wojna będzie nieunikniona, lecz w 1878 oba państwa porozumiały się co do podziału stref wpływów, a rywalizację pomiędzy nimi zakończyło podpisanie w 1907 porozumienia regulującego wszystkie sporne kwestie. Straty zadane przez Japończyków rosyjskiej flocie wojennej w trakcie wojny rosyjsko-japońskiej (1904-05) również zmniejszyły zagrożenie dla Wielkiej Brytanii.

### Od Kapsztadu po Kair

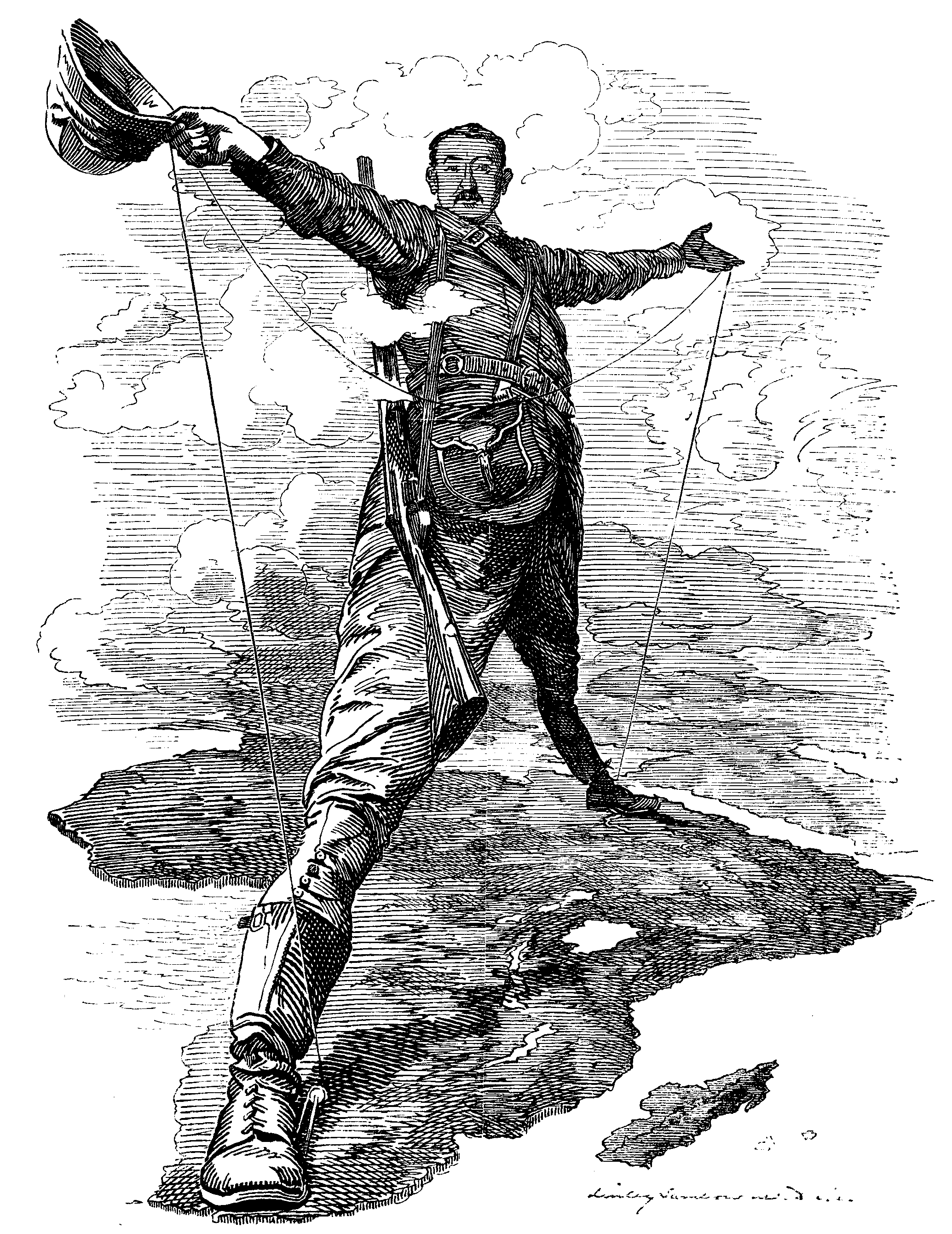
The Rhodes Colossus. Cecil Rhodes łączący „Kapsztad z Kairem”. Gra słów – The Colossus of Rhodes to angielska nazwa Kolosa Rodyjskiego – jednego z siedmiu cudów świata starożytnego

W 1652 Holenderska Kompania Wschodnioindyjska założyła na południowym krańcu Afryki Kapsztad, jako punkt zaopatrzeniowy dla statków na drodze między Holandią a Holenderskimi Indiami Wschodnimi (obecna Indonezja). W 1806 Wielka Brytania ostatecznie zajęła Kolonię Przylądkową ze stolicą w Kapsztadzie, zamieszkaną przez dużą liczbę Afrykanerów (Burów); poprzednio okupowała ją w latach 1795–1803, aby zapobiec dostaniu się jej w ręce Francuzów, którzy podporządkowali sobie Holandię. Po 1820 zwiększył się napływ Brytyjczyków, co skłoniło tysiące Burów, niechętnych brytyjskim rządom, do wędrówki na północ, gdzie w czasie Wielkiego Treku w końcu lat 30. i na początku lat 40. XIX wieku, tworzyli własne, niezależne republiki. Voortrekkerzy ścierali się z Brytyjczykami, którzy mieli własne plany co do ekspansji w południowej Afryce i z kilkoma afrykańskimi ludami, w tym Basutosi i Zulusami. Ostatecznie Burowie utworzyli dwie republiki, które przetrwały przez dłuższy czas: Republikę Południowoafrykańską (Transwal) (1852–77; 1881–1902) i Wolne Państwo Oranię (1854–1902). W 1902, na mocy traktatu pokojowego kończącego II wojnę burską (1899–1902), Wielka Brytania zajęła obie republiki.
W 1869 nastąpiło otwarcie Kanału Sueskiego, łączącego Morze Śródziemne z Morzem Czerwonym i dalej z Oceanem Indyjskim. Początkowo budowa kanału odbywała się wbrew Brytyjczykom. Po otwarciu kanału, Brytyjczycy docenili jednak jego strategiczne znaczenie i uczynili go najważniejszą arterią komunikacyjną imperium. W 1875 konserwatywny rząd Benjamina Disraelego kupił od zadłużonego władcy Egiptu Ismaila Paszy 44% akcji Kompanii Kanału Sueskiego za 4 miliony funtów (co odpowiada 280 milionom funtów w 2013). Wielka Brytania uzyskała znaczący wpływ na sprawy Kanału Sueskiego, chociaż nie dawało to jej bezpośredniej kontroli nad tą strategiczną drogą wodną. Wspólna brytyjsko-francuska kontrola nad finansami Egiptu, zakończyła się faktyczną, brytyjską okupacją Egiptu po wojnie brytyjsko-egipskiej w 1882. Francuzi ciągle posiadali jeszcze większość akcji i usiłowali osłabić pozycję Brytyjczyków. Zgodnie z postanowieniami konwencji konstantynopolitańskiej z 1888, została zapewniona wolna żegluga przez Kanał Sueski.
Ponieważ współzawodnictwo Francji, Belgii i Portugalii w dolnym biegu rzeki Kongo prowadziło do sporów co do przynależności obszarów w głębi Afryki, na konferencji berlińskiej – zwołanej, żeby uregulować współzawodnictwo państw europejskich w tzw. „wyścigu o Afrykę” – ustalono, że „faktyczne władanie” danym terytorium stanowi podstawę do uznania roszczeń terytorialnych przez społeczność międzynarodową. Wyścig o Afrykę rozwijał się w latach 90. XIX wieku i sprawił, że Wielka Brytania zmieniła swoją decyzję z 1885 o opuszczeniu Sudanu. Połączone siły brytyjskie i egipskie w 1896 wkroczyły do Sudanu rządzonego przez mahdystów i odparły w 1898 roszczenia Francji co do tego terytorium (Incydent w Faszodzie). Sudan stał się nominalnie angielsko-egipskim kondominium, a faktycznie brytyjską kolonią.
Brytyjskie postępy w południowej i wschodniej Afryce, stanowiły bodziec dla Cecila Rhodesa do próby realizacji idei linii kolejowej „z Kapsztadu do Kairu”. Miała ona łączyć Kanał Sueski z bogatym w minerały południem Afryki i przebiegać wyłącznie przez posiadłości brytyjskie. W latach 80. i 90. XIX wieku zarządzana przez niego Brytyjska Kompania Południowoafrykańska, podbiła terytoria, nazwane na jego cześć Rodezją (w 1911 podzielone na Rodezję Północną i Południową, obecnie Zambia i Zimbabwe).

### Zmiana statusu białych kolonii

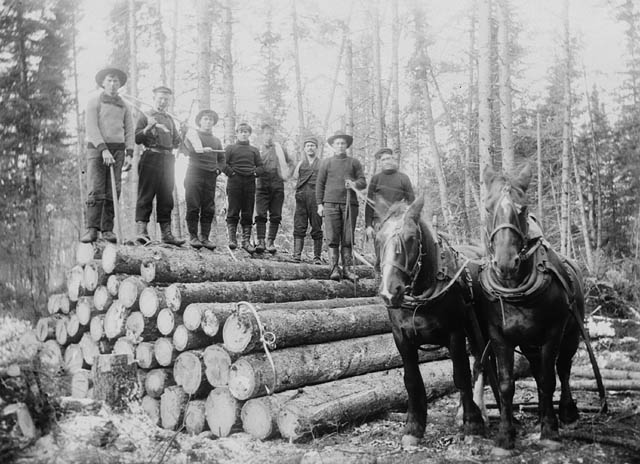
Główną gałęzią gospodarki Kanady pod względem przychodów i zatrudnienia był przemysł drzewny. Ontario, ok. 1900

Droga do niepodległości kolonii imperium brytyjskiego zamieszkanych w dużym stopniu przez ludność pochodzenia europejskiego zaczęła się w 1839 wraz z tzw. Raportem Durhama (Report on the Affairs of British North America), który opisywał przyczyny buntów w Górnej i Dolnej Kanadzie. Aby zapobiec powtórzeniu się tych wydarzeń, proponował on połączenie obu części Kanady i nadanie im szerokiej autonomii. Proces ten zaczął się wraz z uchwaleniem przez parlament brytyjski w 1840 ustawy o Unii Kanadyjskiej, skutkującej powołaniem w 1841 Prowincji Kanady. W 1848 Nowej Szkocji, jako pierwszej, przyznano samorządność wraz z rządem przedstawicielskim, co wkrótce rozszerzono na pozostałe kolonie brytyjskie w Ameryce Północnej. Wraz z uchwaleniem przez parlament brytyjski w 1867 ustawy o Brytyjskiej Ameryce Północnej, z Prowincji Kanady, Nowego Brunszwiku i Nowej Szkocji została utworzona Konfederacja Kanady, będąca dominium brytyjskim o pełnym zakresie samodzielności z wyjątkiem polityki zagranicznej. Podobny zakres samorządności otrzymały Australia (1901) i Nowa Zelandia (1907). Termin „dominium” został po raz pierwszy oficjalnie wprowadzony podczas Konferencji Imperialnej (spotkania liderów rządów Wielkiej Brytanii i jej samorządnych posiadłości) w 1907.
Na mocy aktu unii z 1800, Irlandia weszła w skład Zjednoczonego Królestwa Wielkiej Brytanii i Irlandii, po stłumieniu rewolucji irlandzkiej w 1798. W latach 1845–1852 nastąpiło znaczne zmniejszenie liczby ludności Irlandii w wyniku klęski głodu. W ostatnich dziesięcioleciach XIX wieku rozwinął się w Irlandii ruch na rzecz rządów krajowych (home rule). Ruch był wspierany przez brytyjskiego premiera, Williama Gladstone’a, który miał nadzieję, że Irlandia może (tak jak Kanada) stać się samorządną częścią imperium. Jednakże zaproponowana przez rząd w 1886 ustawa nie została uchwalona przez parlament brytyjski. Chociaż ustawa ta, w wypadku uchwalenia, dawałaby Irlandii mniej autonomii w ramach Zjednoczonego Królestwa, niż miały prowincje kanadyjskie we własnej federacji, to wielu członków parlamentu obawiało się, że częściowo niezależna Irlandia może stanowić zagrożenie dla Wielkiej Brytanii lub będzie stanowić to początek rozpadu imperium. Następny projekt rządowy z 1893 został także odrzucony z podobnych przyczyn. W 1914 została uchwalona ustawa przyznająca autonomię Irlandii, jednak nie została wprowadzona w życie ze względu na wybuch I wojny światowej, co doprowadziło do powstania wielkanocnego.

## Wojny światowe i dwudziestolecie międzywojenne (1914–1945)
Na przełomie wieków w Wielkiej Brytanii narastały obawy, że nie będzie można obronić metropolii i integralności imperium, jeżeli utrzymywana będzie polityka splendid isolation (niewchodzenia w stałe sojusze z innymi państwami europejskimi). Gwałtowny wzrost potęgi militarnej i gospodarczej Niemiec sprawiał, że były one postrzegane jako najbardziej prawdopodobny przeciwnik w przyszłej wojnie. Uznając, że zaangażowanie w rejonie Pacyfiku wiąże nadmierne siły i będąc zagrożona w Europie przez Cesarską Marynarkę Wojenną, Wielka Brytania zawarła sojusz z Japonią (1902) i ze swoimi dotychczasowymi wrogami Francją (1904) i Rosją (1907).

### I wojna światowa

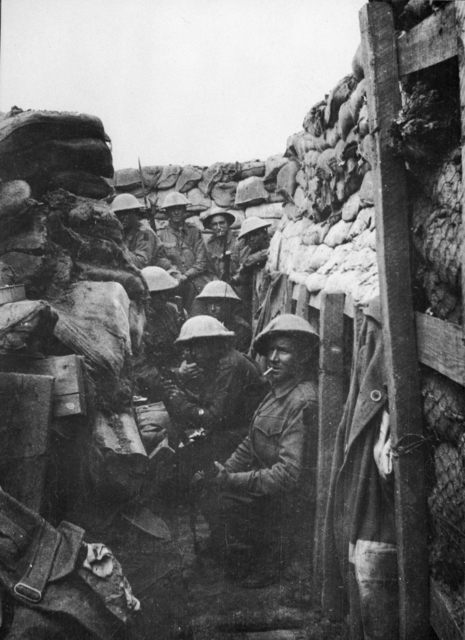
Żołnierze 5. dywizji australijskiej czekający na sygnał do ataku podczas bitwy pod Fromelles, 19 lipca 1916

Brytyjskie obawy przed wojną z Niemcami urzeczywistniły się w 1914 wraz z wybuchem I wojny światowej. Wypowiedzenie wojny przez Wielką Brytanię Niemcom i ich sojusznikom, włączało do wojny również jej dominia i kolonie, które wniosły ogromny wkład militarny, finansowy i rzeczowy. Ponad 2,5 miliona żołnierzy służyło w armiach dominiów, w wojnie uczestniczyło również tysiące ochotników z kolonii. Wielka Brytania szybko zaatakowała i rozpoczęła okupację większości niemieckich kolonii w Afryce, natomiast na Pacyfiku, Australia zajęła Nową Gwineę Niemiecką, a Nowa Zelandia Samoa Niemieckie. Udział wojsk australijskich i nowozelandzkich (Australian and New Zealand Army Corps, ANZAC) w bitwie o Gallipoli przeciwko imperium osmańskiemu w 1915, był przełomowym momentem, w którym obudziła się świadomość Australijczyków i Nowozelandczyków jako odrębnych narodów, a nie kolonii Wielkiej Brytanii. W obu krajach ANZAC Day jest świętem państwowym. Podobne znaczenie dla Kanadyjczyków miała bitwa o Vimy Ridge (9–12 kwietnia 1917). Brytyjski premier David Lloyd George docenił istotny wkład dominiów w wysiłek wojenny Wielkiej Brytanii, zapraszając w 1917 każdego z ich premierów do uczestnictwa w imperialnym gabinecie wojennym, koordynującym politykę imperium.
Na mocy postanowień traktatu wersalskiego z 1919, imperium osiągnęło swój największy zasięg, uzyskując dodatkowo 4,7 mln km² powierzchni i 13 mln nowych poddanych. Kolonie niemieckie i posiadłości Imperium Osmańskiego zostały przekazane zwycięzcom jako terytoria mandatowe Ligi Narodów. Wielka Brytania przejęła kontrolę nad Palestyną, Irakiem, częścią Kamerunu i Togo oraz Tanganiką. Dominia uzyskały również kontrolę nad częścią kolonii niemieckich: Związek Południowej Afryki nad Afryką Południowo-Zachodnią (obecnie Namibia), Australia nad Nową Gwineą Niemiecką, a Nowa Zelandia nad Samoa Zachodnim. Mandat nad Nauru sprawowały wspólnie Wielka Brytania, Australia i Nowa Zelandia.

### Dwudziestolecie międzywojenne i irlandzka wojna o niepodległość
Zmiany światowego układu sił po I wojnie światowej, a w szczególności wzrost potęgi morskiej Stanów Zjednoczonych i Japonii, a także powstanie ruchów niepodległościowych w Indiach i Irlandii, spowodowały kolejne zmiany w polityce zagranicznej imperium. Zmuszona do wyboru pomiędzy USA a Japonią, Wielka Brytania postanowiła nie odnawiać sojuszu z Japonią i zamiast tego podpisała w 1922 traktat waszyngtoński, w którym zaakceptowała zrównanie swoich sił morskich z amerykańskimi. Decyzja ta była źródłem wielu debat w latach 30. XX wieku, gdy rządy militarystyczne przejęły władzę w Niemczech i Japonii (m.in. w wyniku wielkiego kryzysu), ponieważ obawiano się, że imperium nie przetrwa jednoczesnego ataku obu tych państw. Chociaż kwestia bezpieczeństwa imperium była istotnym problemem dla Wielkiej Brytanii, utrzymanie go było kluczowe dla gospodarki brytyjskiej.

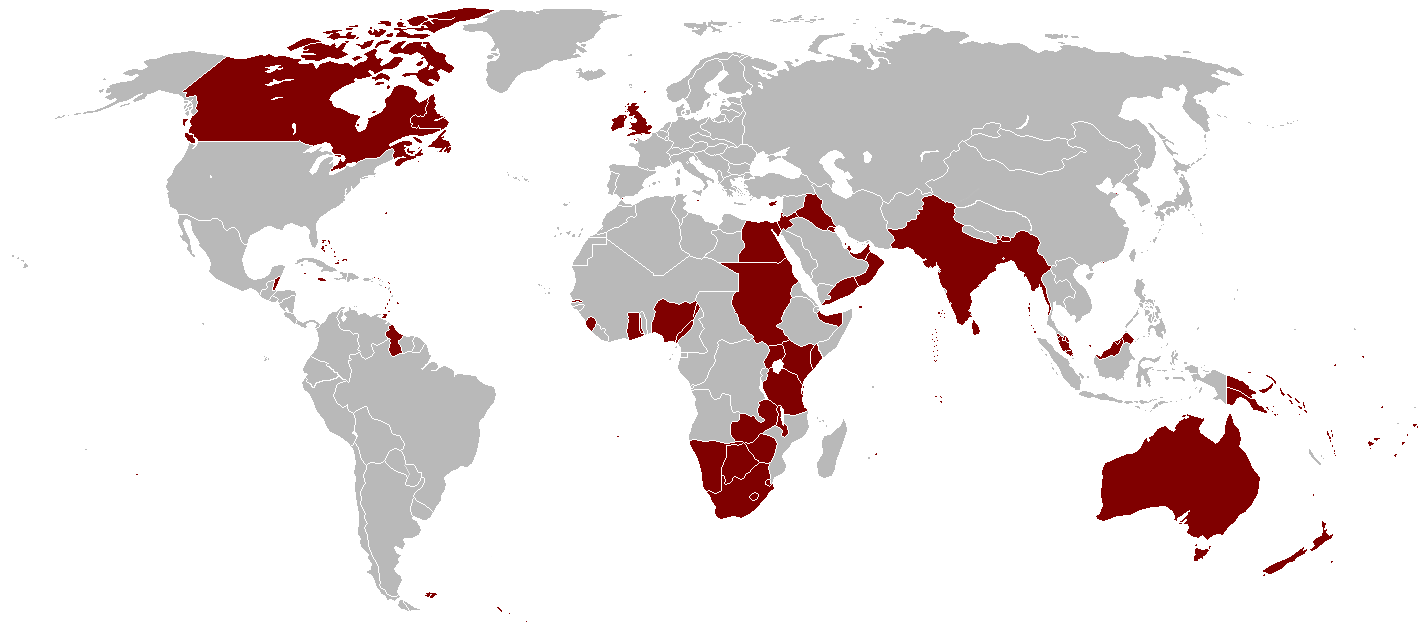
Terytorialne apogeum imperium brytyjskiego. 1921 r. (przed traktatem brytyjsko-irlandzkim)

W 1919 opóźnienia we wprowadzeniu rządów krajowych w Irlandii pchnęły członków Sinn Féin – pro-niepodległościowej partii, która zdobyła większość miejsc w irlandzkich okręgach wyborczych w wyborach do parlamentu brytyjskiego w 1918 – do utworzenia w Dublinie własnego parlamentu (Dáil Éireann, z irl. „Zgromadzenie Irlandii”), który ogłosił niepodległość Irlandii. Jednocześnie Irlandzka Armia Republikańska zaczęła wojnę partyzancką przeciwko administracji brytyjskiej. Irlandzka wojna o niepodległość zakończyła się w 1921 impasem i podpisaniem traktatu brytyjsko-irlandzkiego, powołującego Wolne Państwo Irlandzkie, dominium w ramach imperium brytyjskiego, posiadające faktyczną niezależność, lecz powiązane unią personalną z Wielką Brytanią. Irlandia Północna, składająca się z 6 z 32 hrabstw irlandzkich (powstała w wyniku podziału Irlandii w 1920), wykorzystała opcję zapisaną w traktacie i opowiedziała się za pozostaniem częścią Zjednoczonego Królestwa Wielkiej Brytanii i Irlandii Północnej.

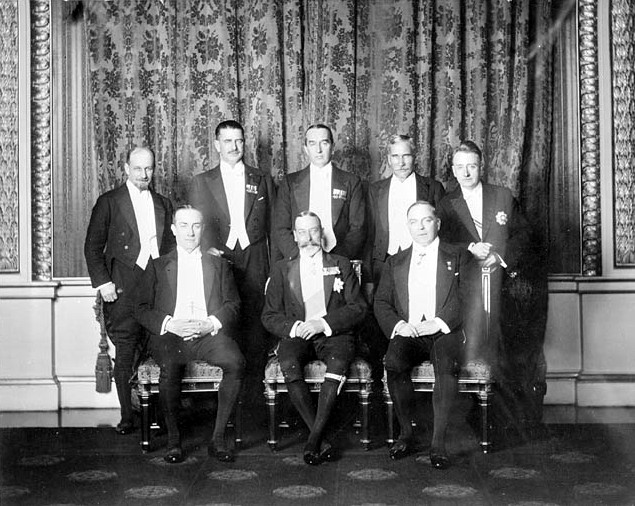
Król Jerzy V z premierami Wielkiej Brytanii i jej dominiów na Konferencji Imperialnej w 1926

Podobna walka zaczęła się w Indiach, gdy ustawa o rządzie Indii z 1919 (Government of India Act 1919) nie zaspokoiła indyjskich dążeń do niezależności. Obawy związane z komunistycznymi i inspirowanymi z zagranicy spiskami spowodowały, że obowiązujące w czasie wojny zaostrzone środki bezpieczeństwa zostały utrzymane przez ustawę Rowlatta. Prowadziło to do napięć, szczególnie w Pendżabie, gdzie represje doprowadziły do masakry Jallianwala Bagh, zwanej też masakrą w Amritsarze, gdzie wojsko brytyjskie otworzyło ogień do pokojowego tłumu, zabijając co najmniej 379 osób. Opinia publiczna w Wielkiej Brytanii podzieliła się co do oceny tych wydarzeń: jedni widzieli w tym ocalenie Indii od anarchii, inni spoglądali na nie z odrazą. Ruch obywatelskiego nieposłuszeństwa został odwołany przez Gandhiego w marcu 1922, po incydencie w Chauri Chaura, gdzie w zamieszkach po otwarciu ognia do tłumu, w podpalonym posterunku zginęło 22 policjantów. Niezadowolenie i niepokoje w Indiach trwały przez kolejne 25 lat. W 1922 Egiptowi, który został ogłoszony brytyjskim protektoratem po wybuchu I wojny światowej, została przyznana niepodległość, chociaż jego zależność od Wielkiej Brytanii utrzymywała się do 1954. Wojska brytyjskie stacjonowały w Egipcie, aż do podpisania traktatu brytyjsko-egipskiego w 1936, na mocy którego wojska brytyjskie wycofały się z Egiptu, ale nadal stacjonowały w strefie Kanału Sueskiego. W zamian Wielka Brytania wsparła egipskie starania o członkostwo w Lidze Narodów. Irak, brytyjskie terytorium mandatowe od 1920, również uzyskał członkostwo w Lidze Narodów po uzyskaniu niepodległości w 1932.
Prawo dominiów do prowadzenia własnej, niezależnej od Wielkiej Brytanii, polityki zagranicznej zostało uznane na Konferencji Imperialnej w 1923. W poprzednim roku wniosek Wielkiej Brytanii o wsparcie wojskowe w chwili rozpoczęcia kryzysu Çanakkale, został odrzucony przez Kanadę i Związek Południowej Afryki, a Kanada odmówiła ratyfikowania traktatu lozańskiego z 1923. Pod presją Irlandii i Związku Południowej Afryki, Konferencja Imperialna w 1926, przyjęła deklarację Balfoura, głoszącą, że dominia są „autonomicznymi społecznościami w ramach imperium brytyjskiego, o równorzędnym statusie, niezależnymi względem siebie” (ang. autonomous Communities within the British Empire, equal in status, in no way subordinate one to another) w ramach „Brytyjskiej Wspólnoty Narodów” (British Commonwealth of Nations). Deklaracja była podstawą przyjętego w 1931 Statutu Westminsterskiego. Parlamenty Kanady, Australii, Nowej Zelandii, Związku Południowej Afryki, Wolnego Państwa Irlandzkiego i Nowej Fundlandii stały się niezależne od kontroli legislacyjnej parlamentu brytyjskiego, mogły unieważnić prawa brytyjskie, stanowione przez nie prawa nie musiały być z nimi zgodne, a Wielka Brytania nie mogła wprowadzać prawa brytyjskiego na ich terytorium bez ich zgody. Nowa Fundlandia utraciła status dominium i stała się na powrót kolonią w 1933, w następstwie bankructwa w czasie wielkiego kryzysu. Irlandia rozluźniła więzy z Wielką Brytanią wraz z wejściem w życie nowej konstytucji w 1937, wprowadzającej ustrój republikański we wszystkim, z wyjątkiem nazwy.

### II wojna światowa

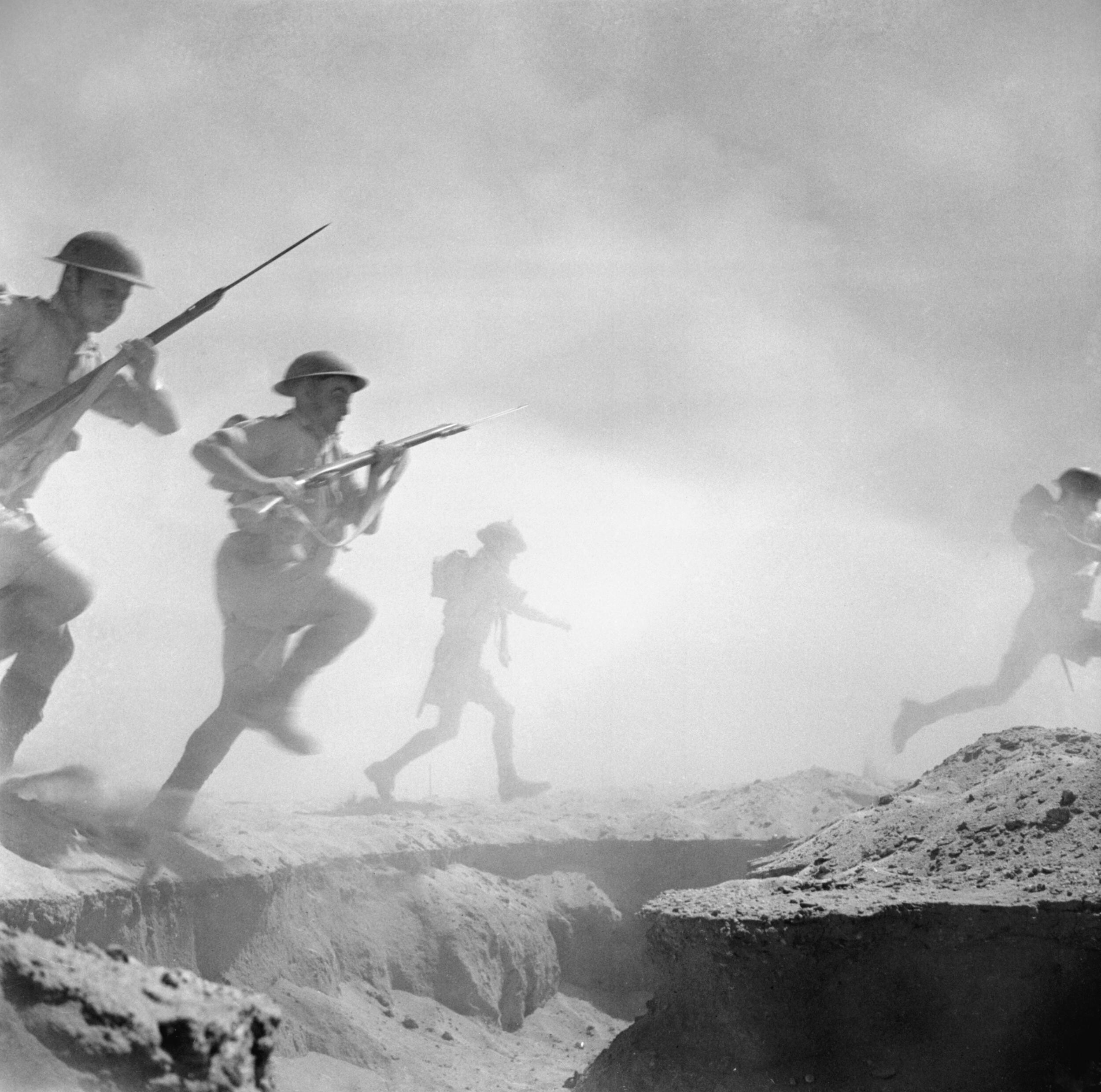
8 Armia została utworzona z jednostek wojskowych z całego imperium i walczyła w Afryce Północnej i we Włoszech

Wypowiedzenie wojny hitlerowskim Niemcom przez Wielką Brytanię, wiązało się z udziałem w wojnie jej kolonii i Indii, lecz nie oznaczało automatycznego zaangażowania jej dominiów. Australia, Kanada, Nowa Zelandia, Nowa Fundlandia i Związek Południowej Afryki wkrótce również dołączyły do wojny. Irlandia pozostała neutralna. Od klęski Francji w 1940 do ataku Niemiec na ZSRR w 1941, Wielka Brytania wraz ze swoim imperium samotnie walczyła przeciwko Niemcom. Brytyjski premier Winston Churchill skutecznie starał się u prezydenta Franklina Delano Roosevelta o pomoc wojskową od Stanów Zjednoczonych, lecz Roosevelt nie był jeszcze gotowy prosić Kongresu o zgodę na przystąpienie kraju do wojny. W sierpniu 1941, Churchill i Roosevelt podpisali Kartę Atlantycką, zawierającą m.in. zdanie, że powinno być respektowane „prawo wszystkich narodów do wyboru formy własnego rządu”. To sformułowanie było niejasne i mogło dotyczyć zarówno krajów okupowanych przez Niemcy, jak i mieszkańców kolonii; było ono później różnie interpretowane przez Brytyjczyków, Amerykanów i ruchy niepodległościowe.
W grudniu 1941, w krótkich odstępach czasu, Japonia zaatakowała Malaje Brytyjskie, amerykańską bazę morską Pearl Harbor na Hawajach i Hongkong. Po przystąpieniu Stanów Zjednoczonych do wojny, Churchill był pewien zwycięstwa Wielkiej Brytanii i ocalenia imperium, ale porażki odniesione w Azji w początkach wojny nieodwracalnie podkopały brytyjski prestiż i reputację. Najbardziej dotkliwą z nich był upadek Singapuru, który wcześniej okrzyknięto twierdzą nie do zdobycia i wschodnim odpowiednikiem Gibraltaru. Uświadomienie sobie, że Wielka Brytania nie może obronić swojego imperium skłoniło Australię i Nową Zelandię, zagrożone teraz atakiem japońskim, do zacieśnienia więzów ze Stanami Zjednoczonymi, co po wojnie ostatecznie zaowocowało zawarciem w 1951 paktu ANZUS pomiędzy Australią, Nową Zelandią i Stanami Zjednoczonymi.

## Dekolonizacja i rozpad imperium (1945–1997)
Chociaż Wielka Brytania wyszła zwycięsko z II wojny światowej, skutki konfliktu dogłębnie zmieniły zarówno jej imperium, jak i resztę świata. Większość Europy – kontynentu, który panował nad światem przez kilka stuleci – znajdowała się w ruinach, a na jej obszarze stacjonowały wojska amerykańskie i radzieckie. W wyniku wojny Wielka Brytania była faktycznie bankrutem; uniknęła niewypłacalności tylko dzięki renegocjacji warunków spłaty długu (wynoszącego wówczas 4,33 mld dolarów, co równa się 56 mld dolarów w 2012) Stanom Zjednoczonym. Ostatnia rata długu została spłacona w 2006.
W tym samym czasie w koloniach rosły w siłę ruchy antykolonialne. Sytuację dodatkowo komplikowała rosnąca rywalizacja Stanów Zjednoczonych i Związku Radzieckiego w okresie zimnej wojny. Teoretycznie oba państwa były przeciwne europejskiemu kolonializmowi. W praktyce jednak, amerykański antykomunizm był silniejszy niż antykolonializm i dlatego, aby powstrzymać komunistyczną ekspansję, Stany Zjednoczone wspierały dalsze istnienie imperium brytyjskiego.
Przemówienie brytyjskiego premiera Harolda Macmillana przed parlamentem Związku Południowej Afryki w 1960, znane jako „Wiatr zmian” (Wind of Change), było oznaką tego, że dni imperium brytyjskiego są policzone i że Wielka Brytania przyjęła politykę pokojowego wycofywania się ze swoich kolonii oraz przekazywania w nich władzy stabilnym, niekomunistycznym rządom. Była to polityka odmienna niż np. Francji i Portugalii, które prowadziły kosztowne i ostatecznie zakończone niepowodzeniem wojny, mające na celu utrzymanie swoich imperiów kolonialnych. Pomiędzy 1945 a 1965, liczba ludności pozostającej pod rządami brytyjskimi poza Wielką Brytanią, spadła z 700 do 5 milionów, z czego 3 miliony żyły w Hongkongu.

### Początki dekolonizacji
W 1945 w wyborach zwyciężyła Partia Pracy, będąca zwolennikiem dekolonizacji. Utworzony przez nią rząd, z premierem Clementem Attlee na czele, szybko zajął się rozwiązywaniem najbardziej palącego problemu stojącego przed imperium: indyjskimi dążeniami do niepodległości. Dwa indyjskie ruchy niepodległościowe – Indyjski Kongres Narodowy i Liga Muzułmańska – walczyły o niepodległość Indii przez dziesięciolecia. Różniły się jednak co do sposobu, w jaki powinno się to stać. Indyjski Kongres Narodowy opowiadał się za jednolitym, świeckim państwem, a Liga Muzułmańska, obawiając się dominacji hinduistycznej większości, pragnęła utworzenia oddzielnego państwa islamskiego, obejmującego regiony zamieszkane w większości przez ludność muzułmańską. Narastająca liczba zamieszek i bunt Królewskiej Indyjskiej Marynarki Wojennej w 1946 skłoniły premiera Clementa Attleego do złożenia przyrzeczenia, że Indie uzyskają niepodległość nie później niż w 1948. Kiedy sytuacja się zaostrzyła i pojawiło się ryzyko wojny domowej, nowo mianowany (i zarazem ostatni) wicekról Indii, Lord Mountbatten, przyspieszył dzień ogłoszenia niepodległości na 15 sierpnia 1947. Wytyczone przez Brytyjczyków granice dzielące Indie na część hinduską i część muzułmańską, pozostawiły liczące dziesiątki milionów mniejszości w nowo powstałych, niepodległych państwach: Indiach i Pakistanie. Podziałowi Indii towarzyszyły przesiedlenia milionów muzułmanów z Indii do Pakistanu i hindusów z Pakistanu do Indii, a towarzysząca im przemoc pochłonęła setki tysięcy ofiar. Birma i Cejlon, które także wchodziły w skład Indii Brytyjskich, uzyskały niepodległość w 1948. Indie, Pakistan i Cejlon stały się członkami Wspólnoty Narodów, natomiast Birma nie dołączyła do tej organizacji.
W brytyjskim Mandacie Palestyny, gdzie obok arabskiej większości żyła mniejszość żydowska, Brytyjczycy stanęli wobec podobnego problemu jak w Indiach. Sytuację komplikowały duża liczba żydowskich uchodźców chcących osiedlić się na terytorium Palestyny po Holokauście i Arabowie przeciwni utworzeniu państwa żydowskiego. W rezultacie trudności w rozwiązaniu problemu, ataków żydowskich organizacji paramilitarnych i rosnących kosztów obecności wojskowej, Wielka Brytania ogłosiła w 1947, że wycofa się z Palestyny w 1948 i przekazała sprawę do rozwiązania Organizacji Narodów Zjednoczonych. Zgromadzenie Ogólne ONZ następnie przegłosowało plan podziału Palestyny na części żydowską i arabską.
Po klęsce Japonii w II wojnie światowej, antyjapońskie oddziały na Malajach zwróciły się przeciwko Brytyjczykom, którzy szybko starali się odzyskać kontrolę nad tą posiadłością, cenną jako źródło kauczuku i cyny. Fakt, że partyzanci byli najczęściej komunistami chińskiego pochodzenia oznaczał, że brytyjskie próby stłumienia powstania były wspierane przez muzułmańskich Malajów, zdających sobie sprawę, że po stłumieniu powstania otrzymają niepodległość. Powstanie zaczęło się w 1948 i trwało do 1960, lecz w 1957 Brytyjczycy stłumili je na tyle, że przyznali niepodległość Federacji Malajskiej w ramach Wspólnoty Narodów. W 1963 11 stanów federacji wraz z Singapurem, Sarawakiem i Borneo Północnym (obecnie stan Sabah) połączyło się, tworząc Malezję. W 1965 rządzony przez chińską większość Singapur został wydalony z federacji, w następstwie rosnących napięć między ludnością pochodzenia chińskiego i malajskiego. Brunei odmówiło przyłączenia się do federacji i utrzymało swój status brytyjskiego protektoratu do 1984, kiedy uzyskało niepodległość.

### Kryzys sueski i jego następstwa

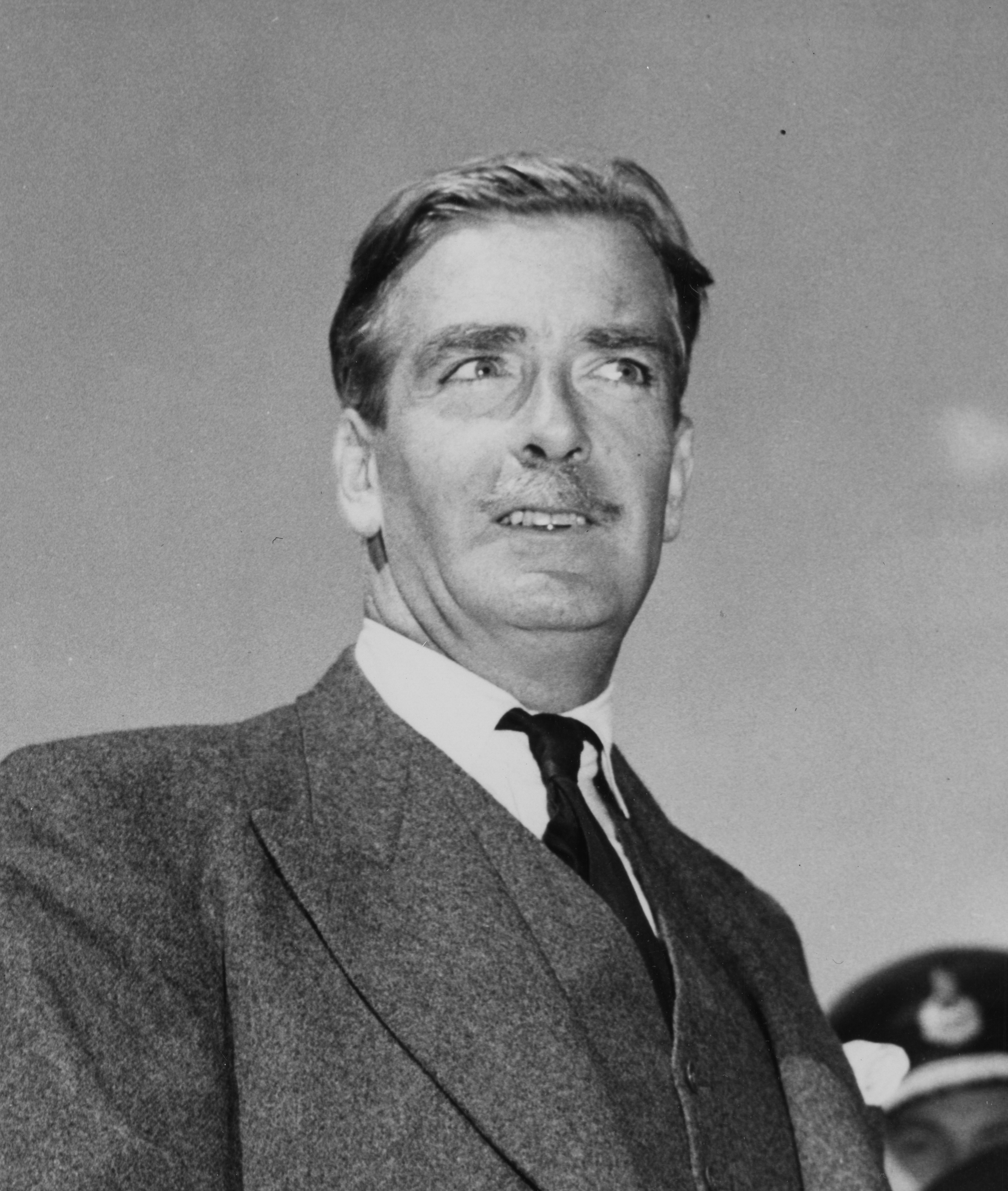
Decyzja brytyjskiego premiera Anthony Edena o inwazji na Egipt podczas kryzysu sueskiego zakończyła jego karierę polityczną i ujawniła słabość Wielkiej Brytanii jako światowej potęgi

W 1951 do władzy powróciła Partia Konserwatywna pod przywództwem Winstona Churchilla. Churchill i konserwatyści uważali, że pozycja Wielkiej Brytanii jako światowego mocarstwa zależy od utrzymania imperium, z bazą nad Kanałem Sueskim, pozwalającą jej utrzymać, pomimo utraty Indii, dominującą pozycję na Bliskim Wschodzie. Churchill nie mógł jednak zignorować nowego rewolucyjnego rządu Gamala Abdela Nasera, który w 1952 przejął władzę w Egipcie. W 1953 r. uzgodniono wycofanie wojsk brytyjskich ze strefy Kanału Sueskiego i uzyskanie przez Sudan Anglo-Egipski prawa do samostanowienia do 1955, z możliwością uzyskania niepodległości. Sudan uzyskał niepodległość 1 stycznia 1956.
W lipcu 1956, Naser jednostronnie ogłosił nacjonalizację Kanału Sueskiego. W odpowiedzi Anthony Eden, który zastąpił Winstona Churchilla na stanowisku premiera, zaczął (w porozumieniu z Francją) organizować izraelski atak na Egipt, który dałby Wielkiej Brytanii i Francji pretekst do interwencji zbrojnej i zajęcia strefy Kanału Sueskiego. Eden nie konsultował ataku ze Stanami Zjednoczonymi, a w konsekwencji prezydent USA Dwight Eisenhower odmówił wsparcia interwencji zbrojnej. W konflikt wokół Kanału Sueskiego włączył się też Związek Socjalistycznych Republik Radzieckich, grożąc interwencją po stronie egipskiej. Eisenhower wywarł presję finansową na Wielką Brytanię, grożąc sprzedażą amerykańskich rezerw brytyjskiego funta, co spowodowałoby nagłe załamanie brytyjskiej waluty. Chociaż interwencja osiągnęła swoje cele militarne, interwencja ONZ i presja amerykańska zmusiły Wielką Brytanię do upokarzającego wycofania swoich wojsk, a Edena do złożenia dymisji.
Kryzys sueski obnażył brytyjskie ograniczenia i potwierdził utratę znaczenia Wielkiej Brytanii na arenie międzynarodowej, pokazując, że nie może ona działać przynajmniej bez przyzwolenia, jeżeli nie wsparcia, Stanów Zjednoczonych. Wydarzenia te uraziły brytyjską dumę narodową, co skłoniło do określenia ich przez jednego z członków parlamentu jako „brytyjskiego Waterloo”, a innego do sugestii, że kraj stał się „amerykańskim państwem satelickim”. Margaret Thatcher określiła później sposób myślenia brytyjskich elit politycznych jako „syndrom sueski”, z którego Wielka Brytania otrząsnęła się dopiero po odbiciu Falklandów po inwazji argentyńskiej w 1982 .
Chociaż kryzys sueski oznaczał osłabienie pozycji Wielkiej Brytanii na Bliskim Wschodzie, nadal jednak pozostawała ona tam znaczącym graczem. Wielka Brytania ponownie użyła swoich wojsk w regionie, interweniując w Omanie (1957), Jordanii (1958) i w Kuwejcie (1961), chociaż dokonywała tych interwencji za aprobatą Stanów Zjednoczonych, a polityka prowadzona przez nowego brytyjskiego premiera Harolda Macmillana była zgodna z polityką amerykańską. Wielka Brytania utrzymywała obecność wojskową na Bliskim Wschodzie przez kolejną dekadę. W styczniu 1968, kilka tygodni po dewaluacji funta, premier Harold Wilson i minister obrony w jego rządzie Denis Healey ogłosili, że wojska brytyjskie wycofają się z głównych baz wojskowych na wschód od Kanału Sueskiego, w tym również tych na Bliskim Wschodzie, a przede wszystkim z Malezji i Singapuru . Brytyjczycy wycofali się z Adenu w 1967, z Bahrajnu w 1971 i z Malediwów w 1976.

### Wiatr zmian

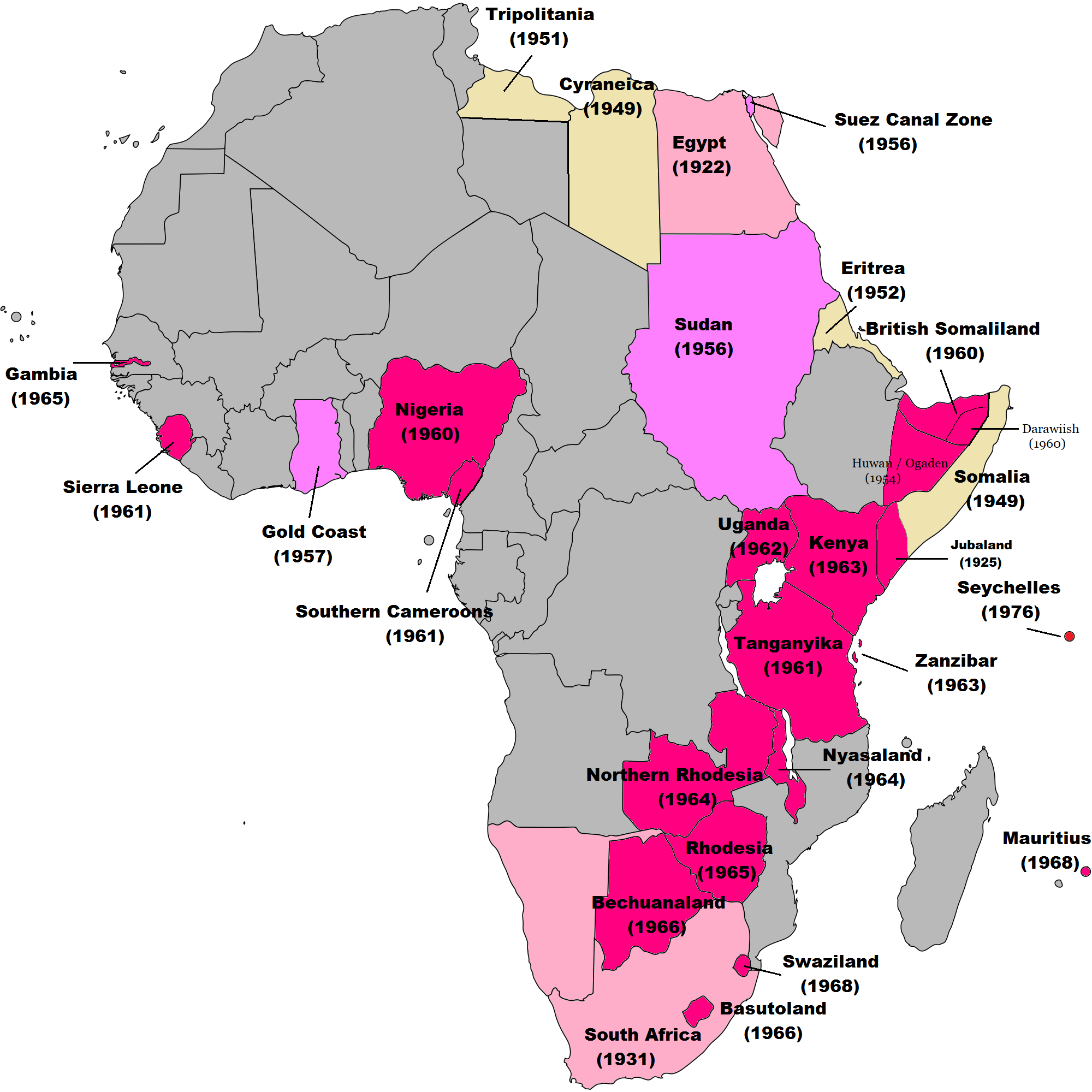
Dekolonizacja posiadłości brytyjskich w Afryce. Do końca lat 60., wszystkie posiadłości, z wyjątkiem Rodezji (obecnego Zimbabwe) i terytorium mandatowego Republiki Południowej Afryki: Afryki Południowo-Zachodniej (obecnej Namibii), uzyskały niepodległość

W lutym 1960 Harold Macmillan wygłosił przemówienie w Kapsztadzie (Związek Południowej Afryki), w którym mówił m.in. o „wietrze zmian wiejącym nad tym kontynentem” (the wind of change blowing through this continent). Macmillan chciał uniknąć uwikłania Wielkiej Brytanii w wojny kolonialne, takie jak np. Francja toczyła w Algierii i w czasie, gdy był premierem szybko postępował proces dekolonizacji. Do trzech kolonii, które uzyskały niepodległość w latach 50. – Sudanu, Złotego Wybrzeża (dzisiejszej Ghany) i Federacji Malajów (obecnie Malezja i Singapur) – dołączyło prawie dziesięć razy tyle państw w latach 60. XX wieku.
Pozostałe brytyjskie kolonie w Afryce, z wyjątkiem Rodezji Południowej (której rząd jednostronnie ogłosił niepodległość nieuznawaną przez społeczność międzynarodową), otrzymały niepodległość do 1968. Wycofywanie się Brytyjczyków z południowych i wschodnich części Afryki nie było procesem w pełni pokojowym. Uzyskanie niepodległości przez Kenię poprzedziło trwające kilka lat powstanie Mau Mau. W Rodezji ogłoszenie przez białą mniejszość w 1965 niepodległości, wywołało wojnę domową, która trwała aż do podpisania w 1979 porozumienia pokojowego w Lancaster House, określającego warunki zakończenia konfliktu i uznania niepodległości nowego państwa Zimbabwe w 1980.
W basenie Morza Śródziemnego, wojna partyzancka prowadzona przez Greków cypryjskich zakończyła się w 1960 przyznaniem niepodległości Cyprowi i pozostawieniem Wielkiej Brytanii baz wojskowych Akrotiri i Dhekelia. Śródziemnomorskie wyspy Malta i Gozo w sposób pokojowy uzyskały niepodległość w 1964, choć w 1955 przeważało na nich, dążenie do ich integracji z Wielką Brytanią.
Wielka Brytania utworzyła w 1958 Federację Indii Zachodnich, zrzeszającą brytyjskie kolonie z obszaru Karaibów, która rozpadła się po odejściu z niej Jamajki (1961) i Trynidadu (1962); po ich odejściu również większość pozostałych wysp uzyskała niepodległość. Barbados uzyskał niepodległość w 1966, a pozostała część wschodniokaraibskich wysp w latach 70. i 80. XX wieku. Anguilla i wyspy Turks i Caicos opowiedziały się za pozostaniem przy Wielkiej Brytanii, już po rozpoczęciu procedury przyznania im niepodległości. Brytyjskie Wyspy Dziewicze, Kajmany i Montserrat opowiedziały się za utrzymaniem więzów z Wielką Brytanią, podczas gdy Gujana uzyskała niepodległość w 1966. Ostatnia brytyjska kolonia na kontynencie amerykańskim, Honduras Brytyjski, otrzymała autonomię w 1964, zmieniła nazwę na Belize w 1973, a pełną niepodległość uzyskała w 1981. Roszczenia Gwatemali do terytorium Belize nie zostały rozstrzygnięte.
Brytyjskie terytoria na Pacyfiku uzyskały niepodległość w latach 70., zaczynając od Fidżi w 1970 a kończąc na Vanuatu w 1980. Niepodległość Vanuatu opóźniła się ze względu na konflikt pomiędzy społecznościami anglo- i francuskojęzyczną, ponieważ wyspy były kondominium Wielkiej Brytanii i Francji. Fidżi, Tuvalu, Wyspy Salomona i Papua-Nowa Gwinea stały się commonwealth realms, tzn. głową tych państw jest monarcha brytyjski.

### Koniec imperium
Niepodległość Rodezji (jako Zimbabwe), Nowych Hebrydów (jako Vanuatu) w 1980 i Belize w 1981 oznaczała, że oprócz rozproszonych wysp i placówek (i zaanektowanej w 1955 niezamieszkanej skały na Oceanie Atlantyckim, Rockall), proces dekolonizacji, który rozpoczął się po II wojnie światowej, został w dużej mierze zakończony. W 1982 brytyjska gotowość do obrony jej terytoriów zamorskich, została poddana testowi, gdy Argentyna zajęła Falklandy, powołując się na roszczenia sięgające korzeniami czasów imperium hiszpańskiego. Zwycięstwo w wojnie o Falklandy i odbicie wysp z rąk Argentyńczyków było postrzegane jako odwrócenie tendencji spadkowej statusu Wielkiej Brytanii jako światowego mocarstwa. W 1982 r. parlament Kanady zerwał ostatnie związki prawne z Wielką Brytanią, uchwalając Konstytucję Kanady. Zerwanie było potwierdzone Ustawą o Kanadzie uchwaloną w tym samym roku przez parlament brytyjski. Podobne ustawy zostały uchwalone dla Australii i Nowej Zelandii w 1986.
We wrześniu 1982 premier Margaret Thatcher udała się do Pekinu, aby negocjować z rządem Chin w sprawie przyszłości ostatniego ważniejszego terytorium zamorskiego, Hongkongu. Zgodnie z postanowieniami traktatu nankińskiego z 1842, sama wyspa Hongkong została oddana Wielkiej Brytanii „na zawsze”, ale większość terytorium kolonii stanowiły Nowe Terytoria, które w 1898 zostały na mocy ustaleń drugiej konwencji pekińskiej wydzierżawione Wielkiej Brytanii na 99 lat, który to okres kończył się w 1997. Thatcher, dostrzegając podobieństwa z Falklandami, początkowo chciała zatrzymać Hongkong i proponowała administrację brytyjską pod zwierzchnictwem Chin. Propozycja została jednak odrzucona przez Chiny. Porozumienie osiągnięto w 1984: na mocy wspólnej deklaracji chińsko-brytyjskiej, Hongkong stał się specjalnym regionem administracyjnym Chińskiej Republiki Ludowej, zachowującym autonomię pozwalającą na utrzymanie dotychczasowego stylu życia jego mieszkańcom przez co najmniej 50 lat. Ceremonia przekazania Hongkongu Chinom w 1997 oznaczała dla wielu ludzi, w tym księcia Karola, który uczestniczył w ceremonii, „koniec imperium”.

## Dziedzictwo
Wielka Brytania zachowuje zwierzchność nad 14 terytoriami (2015) znajdującymi się poza Wyspami Brytyjskimi, które od 2002 są określane jako brytyjskie terytoria zamorskie. Niektóre z nich są niezamieszkane, nie licząc przebywającego tam personelu wojskowego lub naukowego. Pozostałe posiadają różny stopień samorządności i są zależne od Wielkiej Brytanii w sprawach polityki zagranicznej i obrony. Rząd brytyjski wyraża chęć wspierania dążeń do niepodległości każdego z terytoriów zamorskich. Brytyjskie zwierzchnictwo nad kilkoma z tych terytoriów jest kwestionowane przez sąsiadujące z nimi państwa: Hiszpania zgłasza roszczenia do Gibraltaru, Argentyna do Falklandów oraz Georgii Południowej i Sandwicha Południowego, a Mauritius i Seszele do Brytyjskiego Terytorium Oceanu Indyjskiego. Do części obszaru Brytyjskiego Terytorium Antarktycznego zgłaszają roszczenia terytorialne Argentyna i Chile.

14 brytyjskich terytoriów zamorskich

Większość byłych brytyjskich kolonii i protektoratów jest członkami Wspólnoty Narodów, apolitycznego, dobrowolnego stowarzyszenia równoprawnych członków. Głową państwa piętnastu (2015) członków Wspólnoty Narodów (poza Wielką Brytanią), jest każdorazowy król lub królowa Wielkiej Brytanii; są to tzw. Commonwealth realms.
Dziesięciolecia, a w niektórych przypadkach stulecia, rządów i emigracji brytyjskiej pozostawiły swój ślad na niepodległych państwach, wywodzących się z imperium brytyjskiego. Imperium przyczyniło się do rozpowszechnienia języka angielskiego w różnych regionach świata. Obecnie jest on językiem ojczystym prawie 400 milionów ludzi, a posługuje się nim jako językiem ojczystym, drugim językiem lub językiem obcym około półtora miliarda ludzi. Rozpowszechnienie języka angielskiego od drugiej połowy XX wieku jest spowodowane częściowo wpływem kultury Stanów Zjednoczonych, które same pierwotnie stanowiły kolonię brytyjską. Poza Afryką, gdzie prawie wszystkie byłe kolonie przyjęły prezydencki system rządów, angielski system parlamentarny stanowił wzorzec dla systemów politycznych wielu byłych kolonii, a angielski system prawny dla ich systemów prawnych. Brytyjski Komitet Sądowniczy Tajnej Rady jest do tej pory najwyższym sądem apelacyjnym dla kilku byłych kolonii z rejonu Karaibów i Pacyfiku. Brytyjscy misjonarze protestanccy, którzy odbywali wyprawy misyjne, rozpowszechnili wiarę anglikańską na wszystkich kontynentach. Brytyjska architektura kolonialna (kościoły, dworce kolejowe i budynki użyteczności publicznej) widoczna jest do dzisiaj w wielu miastach, będących kiedyś częścią imperium brytyjskiego. Dyscypliny sportowe wywodzące się z Wielkiej Brytanii – szczególnie piłka nożna, krykiet, tenis i golf – stały się popularne na całym świecie. W niektórych krajach w użyciu pozostają różne jednostki imperialnego systemu miar. Zasada lewostronnego ruchu drogowego została zachowana w dużej części byłego imperium.
Granice polityczne nakreślone przez Brytyjczyków, nie zawsze uwzględniały kryteria narodowościowe czy religijne, co przyczyniło się do powstawania konfliktów na terenach będących kiedyś posiadłościami brytyjskimi. Imperium brytyjskie jest również odpowiedzialne za wielkie migracje ludności. Miliony mieszkańców opuściło Wyspy Brytyjskie, tworząc społeczności Stanów Zjednoczonych, Kanady, Australii i Nowej Zelandii, swego czasu zdominowane przez ludność pochodzenia brytyjskiego i irlandzkiego. W dalszym ciągu zdarzają się napięcia pomiędzy potomkami białych osadników będących większością w tych krajach a rdzenną ludnością będącą tam mniejszością, a także między potomkami osadników i rdzenną ludnością w Republice Południowej Afryki i w Zimbabwe, gdzie z kolei potomkowie osadników znajdują się w mniejszości. Osadnictwo w Irlandii osób pochodzących z sąsiedniej Wielkiej Brytanii, do dziś wpływa na podziały w Irlandii Północnej. Miliony ludzi przemieszczały się do i z brytyjskich kolonii, w tym duża liczba mieszkańców subkontynentu indyjskiego emigrujących do innych części imperium, takich jak obecne Malezja i Fidżi, a także Chińczyków do Malezji, Singapuru i na Karaiby. Struktura demograficzna Wielkiej Brytanii także się zmieniła w wyniku napływu do niej, po II wojnie światowej, ludności z jej byłych kolonii.